# الإلياذة
الإلياذة (بالإغريقية: Ἰλιάς "قصيدة إليون (طروادة)") قصيدة شعرية ملحمية كتبها هوميروس وتمثل، بجانب الأوديسة، أهم قصيدتين ملحميتين في اليونان القديمة. تُعد الإلياذة إحدى أقدم الأعمال الأدبية الموجودة بين أيدينا اليوم. تنقسم الإلياذة، وكذلك الأوديسة، إلى 24 نشيدًا في وزن شعري سداسي، وتتكون من 15693 بيتًا في أكثر إصداراتها مصداقية. تقع أحداث القصيدة قرب نهاية حرب طروادة، وهو حصار امتد عشر سنوات ضربه تحالف من الدول اليونانية الموكيانية على طروادة، إذ تقص القصيدة أحداثا عظاما في أسابيع الحصار الأخيرة. تتناول القصيدة على وجه الخصوص النزاع المحتدم بين الملك أغاممنون والمحارب ذائع الصيت أخيل، كجزء محوري من الدورة الملحمية. تُعد الإلياذة أول عمل أدبي أوروبي متكامل.
كُتبت الإلياذة والأوديسة باللغة اليونانية الهومرية، وهي خليط من اليونانية الأيونية ولهجات آخرى، نحو القرن الثامن أو مطلع القرن السابع ق.م. كانت نسبة القصيدتين إلى هوميروس محل شك أحيانا، لكن هناك شبه اتفاق بين العلماء على أنهما كُتبا كل على حدى وأن القصص فيهما جزء من تراث شفهي تناقلته الأجيال.
تناولت القصيدة مواضيع مهمة مثل المجد والفخر والقدر والغضب، ورغم شهرتها بمواضيعها التراجيدية الجادة، لكنها احتوت على حالات من الملهاة والفرح. تُعد القصيدة ملحمة بطولة ذكورية، كالأوديسة، إذ تقدم وصفًا دقيقًا للآلات الحربية القديمة وللخطط في ميدان المعركة وكذلك لعدد من النساء. تلعب آلهة الأوليمب دورًا كبيرًا في أحداث القصيدة، إذ تساعد محاربيها المفضلين وتتدخل في شؤون البشر الشخصية، كما أن تشخيصها في القصيدة ساهم في أنسنتهم لدهماء اليونانيين القدماء، ما ساهم في رباطهم بحس ديني وثقافي مشترك.

## عنوان القصيدة
| ربّة الشعر عن آخيل بن فيلا .. أنشدينا واروي احتدامًا وبيلا |
| —مطلع الإلياذة، هوميروس، ترجمة سليمان البستاني           |

الكلمة الإغريقية Ἰλιάς "تُنطق إلياس" هي صفة مؤنثة لمدينة إليون Ἴλιος "تُنطق إليوس"، وهو اسم بديل لطروادة، لذا فإن عنوان القصيدة يعني "المنسوبة إلى طروادة أو الطروادية". قد يعني الاسم كذلك الأرض حول طروادة، أو النساء الطرواديات. ليس واضحًا تمامًا لماذا اختار هوميروس نسبة القصيدة إلى طروادة رغم أنها لا تتناول تاريخ المدينة ولا حتى كل تاريخ حرب طروادة، وإنما أيام قلائل في نهاية الحرب وبداية العام العاشر للحصار.

## المؤلف

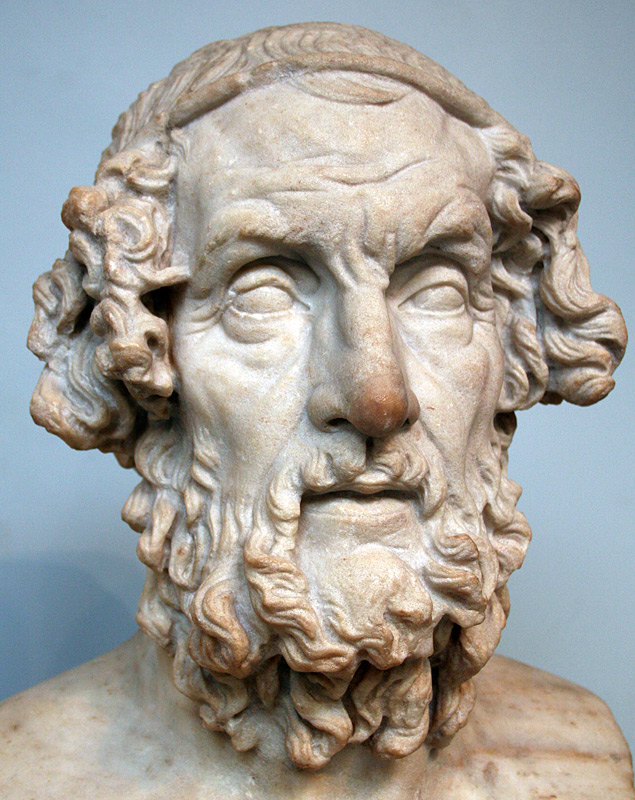
نُسبت الإلياذة إلى هوميروس منذ القرن الخامس ق.م.

إن قضية المؤلف شائكة لأن العمل لم يحوِ اسم مؤلفه. نُسب العمل إلى هوميروس في القرن الخامس ق.م، وكذلك نُسب إليه الأوديسة والدورات الملحمية وترانيم هوميروس وغيرها العديد من الأعمال الأخرى.
يظهر إشكال مؤلف الإلياذة في المقصد من "المؤلف"، هل يكون مؤلف قصتها أو من نظم شعرها؟ بُذلت محاولات حثيثة منذ القرن الثامن عشر للإجابة على سؤال المؤلف، ورغم اتفاق المؤرخين على أن أبياتًا أضيفت للإلياذة لاحقا، فإنهم يرون أنها في مجملها وأصلها تعود إلى هوميروس.
يعلق هيرمان فرانكل على مسألة مؤلف الإلياذة قائلا:
لا بد أن يظل السؤال مفتوحًا للتكهنات حول تأليف هوميروس للإلياذة، وهل تغيرت الإلياذة كثيرًا عندما كان هوميروس يضع عليها اللمسات الأخيرة، وهل كان شاعرًا ماهرًا أم كاتبًا فذًا أم مجرد آخر من عدل على قصيدة عمل عليها سلسلة من الشعراء فأخذ شرف نظمها كاملة.

## الإلياذة

### اليوم الأول: الشقاق
النشيد الأول: الوباء والاختصام

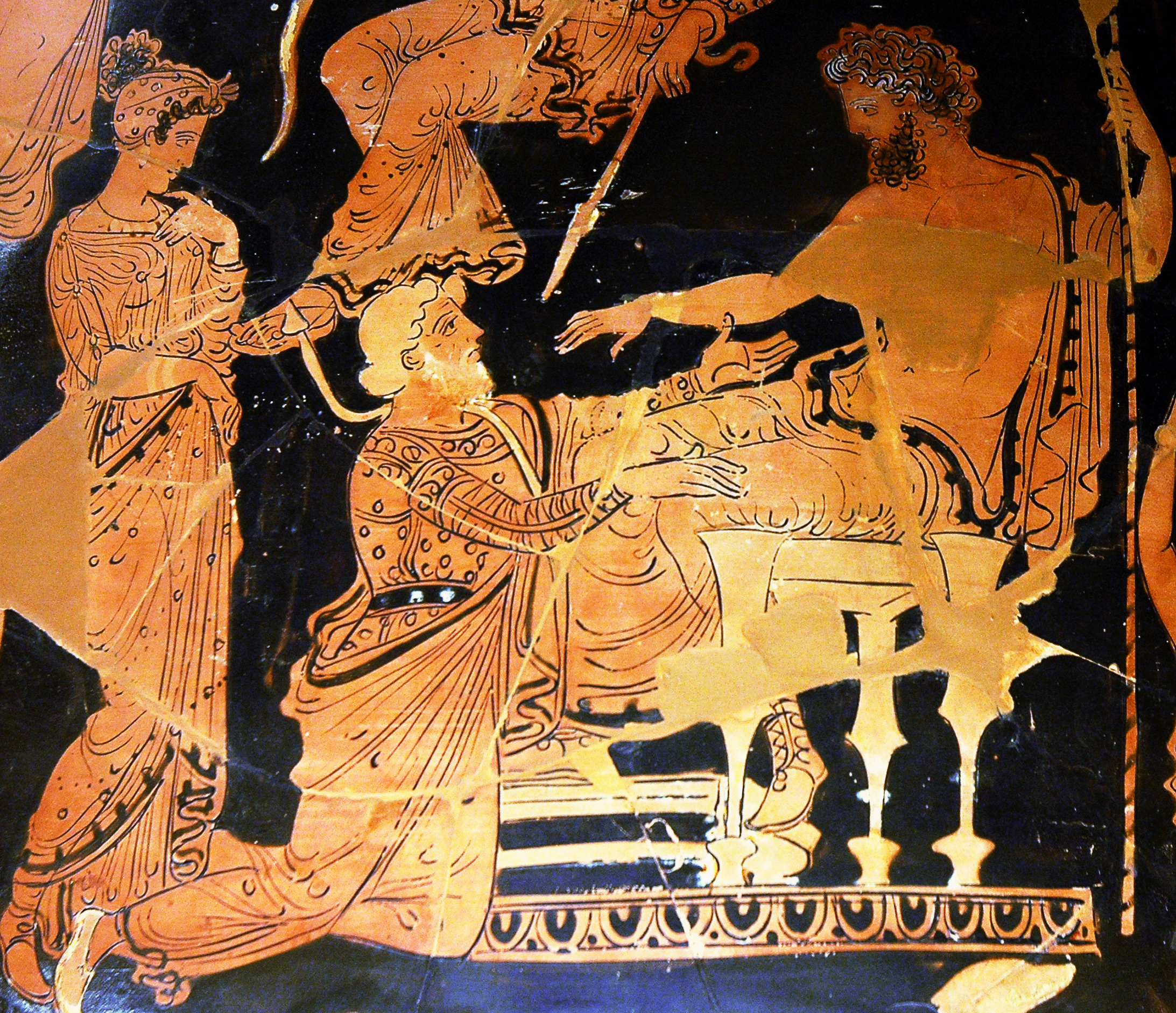
خريس كاهن أفلون يقدم الهبات والعطايا إلى أغاممنون ليسترد ابنته خريسا، كراتير من الفخار، نحو 360 ق.م، متحف اللوفر.

بعد دحر الإغريق للطرواد ومحاصرتهم إليون عاصمة بلادهم عشر سنوات، كان في جملة السبايا فتاتان هما خريسا وبريسا، مُنحت الأولى لأغاممنون ملك المكينيين والأخرى لآخيل ملك المرميذونة وبطل الإغريق، فحمل أبوهما خريس كاهن أفلون الهدايا إلى معسكر الإغريق ليسترد ابنته خريسا من أغاممنون، ووافق زعماء الإغريق على طلبه.
إلا أن أغاممنون أغلط له القول وأهانه ورده خائبا.
عاد الكاهن خائبًا ودعا أفلون، فاستجاب له بضرب معسكر الإغريق بالوباء الذي حصد جنودهم حصدًا. فاجتمع الزعماء لاستجلاء السبب، فأخبرهم العراف كلخاس أن أفلون ينتقم منهم لكاهنه، فأجمعوا على إعادة ابنته إليه، لكن أغاممنون اشترط سبية أخرى بدلا منها، وهو ما عارضه آخيل وكاد يفتك بأغاممنون لولا أن أثينا منعته.
زاد غرور أغاممنون فأرسل خريسا لأبيها وأخذ سبية أخيل بريسا بدلا منها. استشعر آخيل الإهانة فأقسم ألا يحارب مع الإغريق وشكا لثيتيس أمه التي دعت زفس كبير الآلهة الذي وعدها بإعلاء الطرواد عليهم. تعود خريسا إلى أبيها، الذي يبتهج ويطلب من أفلون إيقاف الوباء.

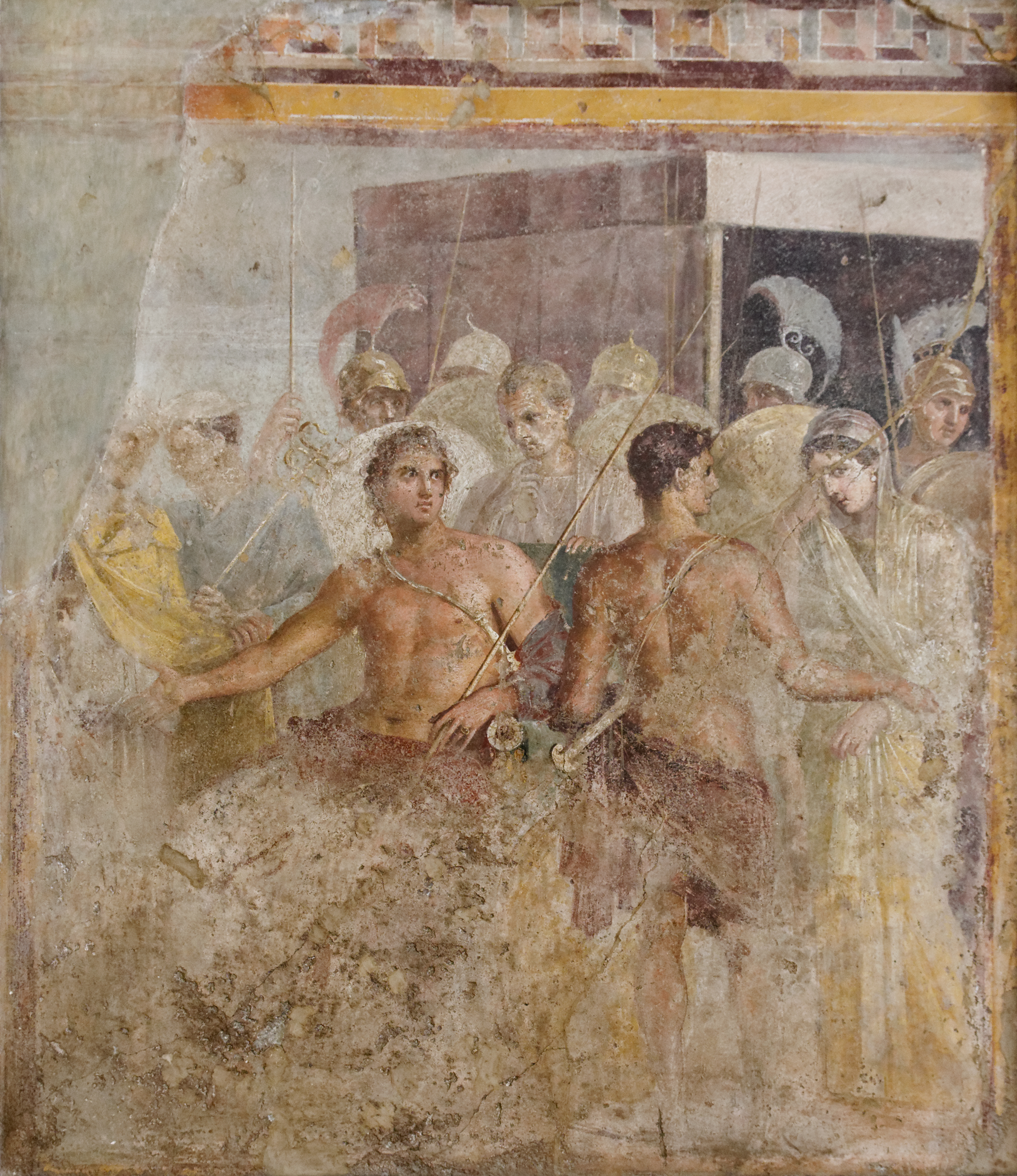
أخيل يسلم سبيته بريسا إلى أغاممنون، القرن الأول م.، متحف نابولي القومي للآثار.

### اليوم الثاني: العهدة والمعركة
النشيد الثاني: الرؤيا الخبيثة وبيان السفن
أرسل زفس رؤيا يحث أغاممنون على الهجوم على طروادة، وبأنه مقدر له الانتصار.
فقرر اختبار عزيمة جنوده أولا فادعى صباحًا عزمه على الرحيل وإنهاء الحصار بعد تسع سنوات، فنادى نسطور في الجند بالرحيل فتأهبوا لذلك، لكن أثينا وجهت أوذيس أن يعترضهم فطاف بهم يستنهضهم وخطب في المجلس بوعد الآلهة بانتصارهم، فأصدر أغاممنون أمره بالاستعداد للهجوم.
أخذ هوميروس هنا يسرد أسماء الملوك والأمراء وتعداد سفنهم وبلادهم وقبائلهم. أرسل زفس إيريس إلى فريام ملك طروادة ينبئه بعزم الإغريق فاستعد الطرواد للقتال.

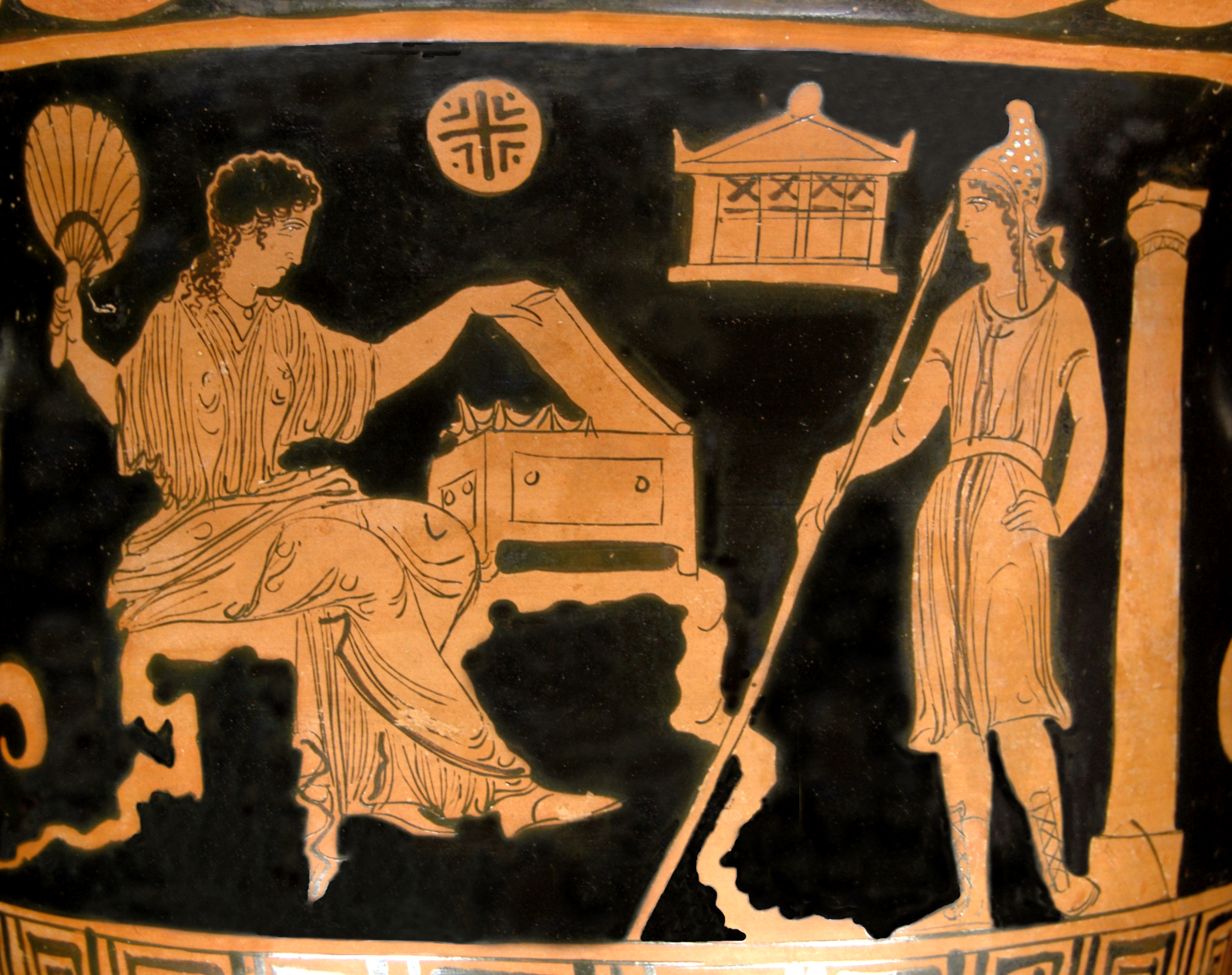
هيلانة وفاريس، كراتير من الفخار، نحو 380 ق.م، متحف اللوفر.

النشيد الثالث: مبارزة منيلاوس وفاريس
تقدم الجيشان وكادا يشتبكان في المعركة، إلا أن فاريس الطروادي طلب مبارزة أشد الإغريق فبرز له منيلاوس زوج هيلانة، فارتعب فاريس وعاد فتلقاه أخوه هكطور وشد من عزمه فعاد لمبارزة منيلاوس. اتفق الطرفان على أن من ينتصر منهما ينتصر قومه فتحقن الدماء وتنتهي الحرب، وتعاهدوا على ذلك.
التقى الخصمان وكانت الغلبة لمنيلاوس المتمرس في القتال على فاريس الشاب الذي كان يُقتل لولا تدخل عفروذيت التي أنقذته وحملته سالمًا إلى طروادة. تقصى منيلاوس أثر فاريس فلم يجده، فعاد إلى أغاممنون يعلن النصر ويطلب إنفاذ العهدة.
النشيد الرابع: نقض العهدة والاقتتال
اجتمع الآلهة للقرار في أمر الحرب، فاستقروا على التنكيل بالطرواد وتمدير عاصمتهم، فوافق زفس فأرسل أثينا إلى جيش الطرواد تستحثهم على نقض العهدة، فاستحثت فنداروس فأطلق سهمًا أصاب منيلاوس بجرح ظنه أغاممنون قاتله.
هجم جيش الطرواد على الإغريق، فالتحم الجيشان وكانت الغلبة لجيش الإغريق الذي كاد يقضي على الطرواد لولا استنهاض أفلون لهم، واحتم القتال.
النشيد الخامس: بطش ذيوميذ
قتل الإغريق عددًا عظيمًا من الطرواد في خضم المعركة، خاصة ذيوميذ الذي فتك بهم بعون من أمه أثينا، فقتل بنداروس وجرح آنياس وأمه عفروذيت التي قدمت لعونه. شاركت الآلهة في المعركة، فأنقذ أفلون آنياس وأخرجه من ميدان المعركة، وحث أخاه آريس على عون الطرواد. تماسك الطرواد وقاد هكطور قواته في المعركة بعون من آريس. قدمت هيرا وأثينا العون للإغريق الذين اندحروا أمام إله الحرب آريس الذي جرحه ذيوميذ (الفاني الوحيد الذي بمقدوره رؤية الآلهة). يعود الآلهة والإلهات أخيرًا إلى الأولمب ليشهدوا أمام زفس.
النشيد السادس: المعركة ووصول هكطور

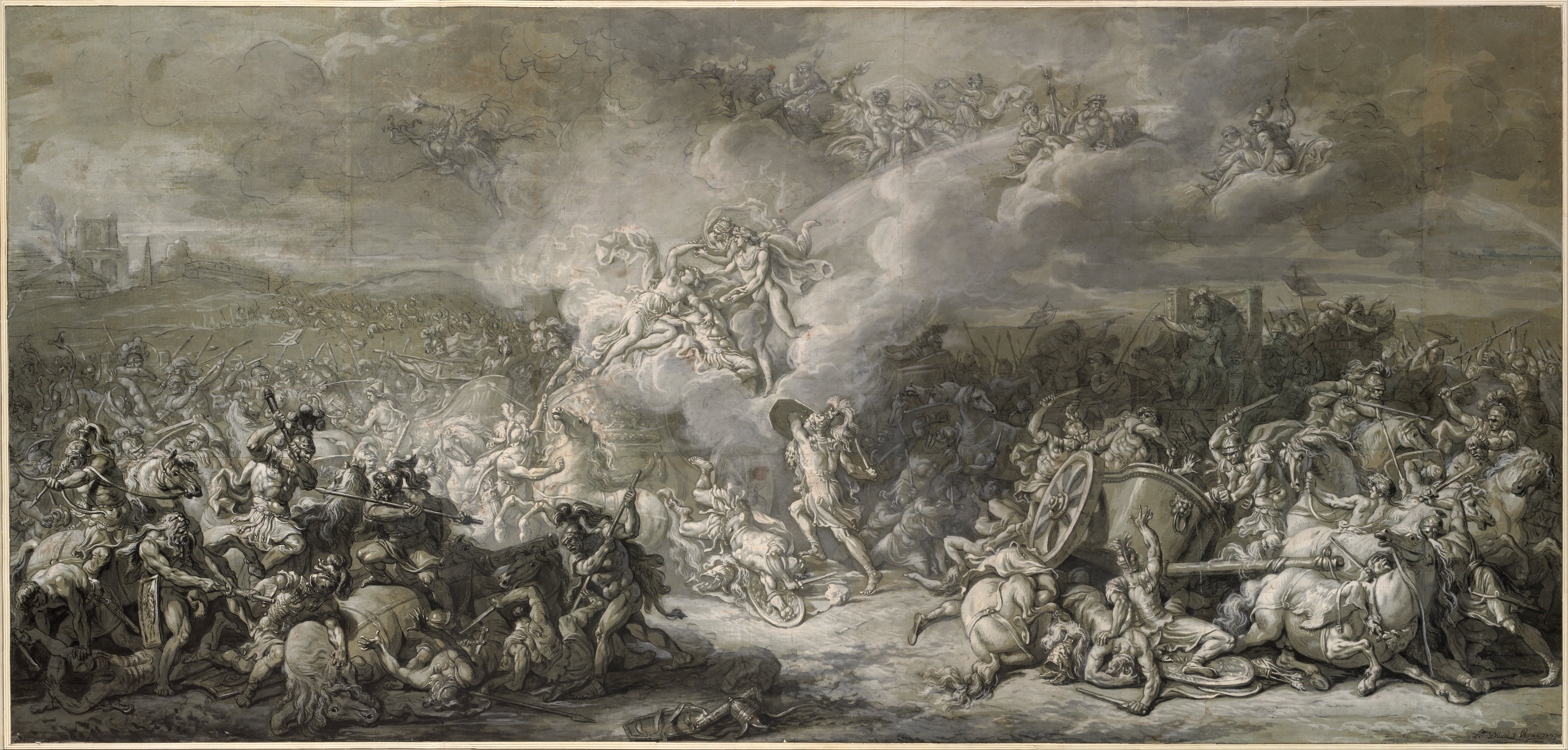
ذيوميذ يفتك بالطرواد، بريشة جاك لوي دافيد، 1776، متحف مدينة فيينا.

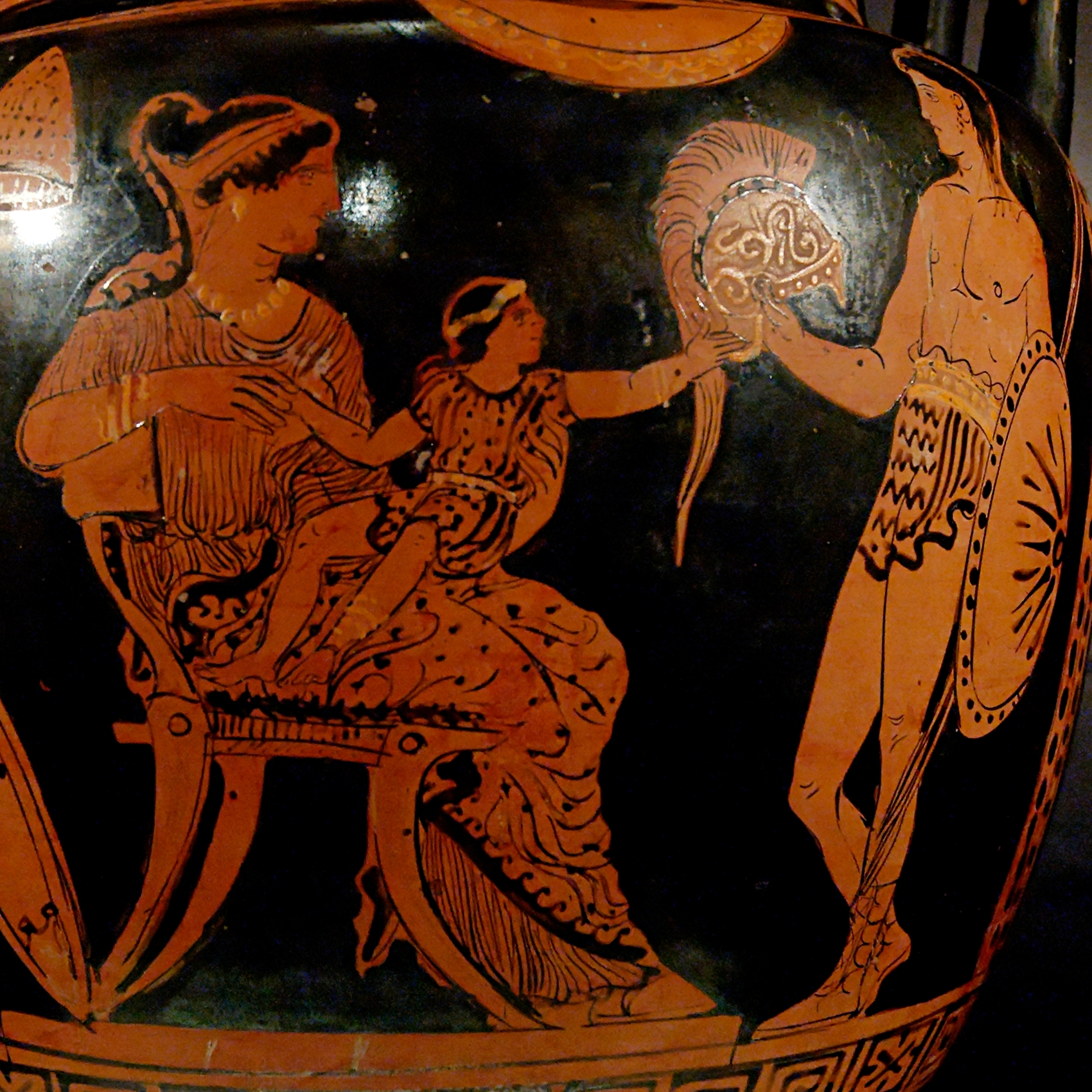
أستياناكس على حجر أنذروماخ زوجة هكطور يحاول الإمساك بخوذة والده، عمود كراتير من الفخار، نحو 370 ق.م، متحف جاتا القومي بروبة.

استظهر الإغريق على الطرواد بفضل ذيوميذ، فجرى هكطور إلى إليون يطلب من أمه أن تستمد عون الإلهة أثينا بالضحايا والنذور. برز في ذلك الحين غلوكوس لقتال ذيوميذ لكنهما تذكرا ما كان بين ذويهما من ود فافترقا دون قتال. أما هكطور فصعد إلى حجره أخيه فاريس فوجده مع هيلانه فأنبه وحثه على العودة لأرض المعركة، ثم ودع زوجته أنذروماخ وابنه وخرج مع أخيه إلى ساحة القتال.
النشيد السابع: مبارزة هكطور وآياس
اشتدت الحرب مع وصول هكطور وفاريس إلى ساحة القتال، فمالت كفة الطرواد على الأغريق، وكادت أثينا التدخل نصرة للإغريق فلحقها أفلون نصير الطرواد واتفقنا على إيقاف القتال ذلك اليوم، على أن يبارز هكطور من يخرج من الإغريق، فبرز منهم تسعة اقترعوا ووقعت القرعة على آياس. تبارز البطلان حتى فرق الظلام بينهما. قام أنطينور في الطرواد يدعو إلى تسليم هيلانة حقنا للدماء، لكن فاريس رفض وأرسل للإغريق يعرض المال دون هيلانة، فرفض ذيوميذ إلا الحرب، وقبل الطرفان هدنة لدفن قتلاهم.

### اليوم الثالث: الوفد إلى أخيل ومقتل ذولون
النشيد الثامن: قتال جديد وغلبة الطرواد
عقد زفس مجلس الآلهة وخطب فيهم يتوعدهم إذا تدخلوا لنصرة أحد الطرفين، فطلبت أثينا أن يأذن لها بنصر الإغريق بالرأي فقط، فأذن لها. اعتلى زفس مركبته إلى جبل إيذا والقتال محتدم، وتناول ميزانه الذهبي فرجحت كفة الطرواد فيه، فأرعد وأبرق فمالت كفة الطرواد، وأرهب زفس ذيوميذ بصواعقه فانهزم أمام هكطور. جُرح طفقير فصحبه ذيوميذ إلى السفن، فطارت هيرا وأثينا لنجدة الإغريق لكن زفس أرسل لهما إيريس فعادتا، ورجع زفس إلى الأولمب وأخبر الآلهة بما أغد من قضاء محتوم من اندحار الإغريق حتى يخمد غضب أخيل ويعود إلى القتال. خيم الظلام وانتظر الطرفان نور الصباح.
النشيد التاسع: إرسال الوفد إلى أخيل
اندحر الإغريق وهانت عزيمتهم ففاوض أغاممنون الزعماء بالعودة إلى الوطن فعارضه ذيوميذ ونسطور، وقام نسطور فيهم خطيبًا يحثهم على استرضاء أخيل ووافق أغاممنون، فأرسلوا وفدًا إلى أخيل يرأسه أوذيس. رحب بهم أخيل وقدم لهم الطعام ولما فرغوا خطب أوذيس يستحلف أخيل بقومه ويعده بعطايا أغاممنون، فاستشاط أخيل غضبًا ورفض. تقدم أستاذه فينكس يذكره بصباه وعنايته به وأطال الاسترضاء لكن أخيل أصر على رفضه. فعاد الوفد إلى أغاممنون، وقام ذيوميذ خطيبًا فاستنهضهم للقتال.

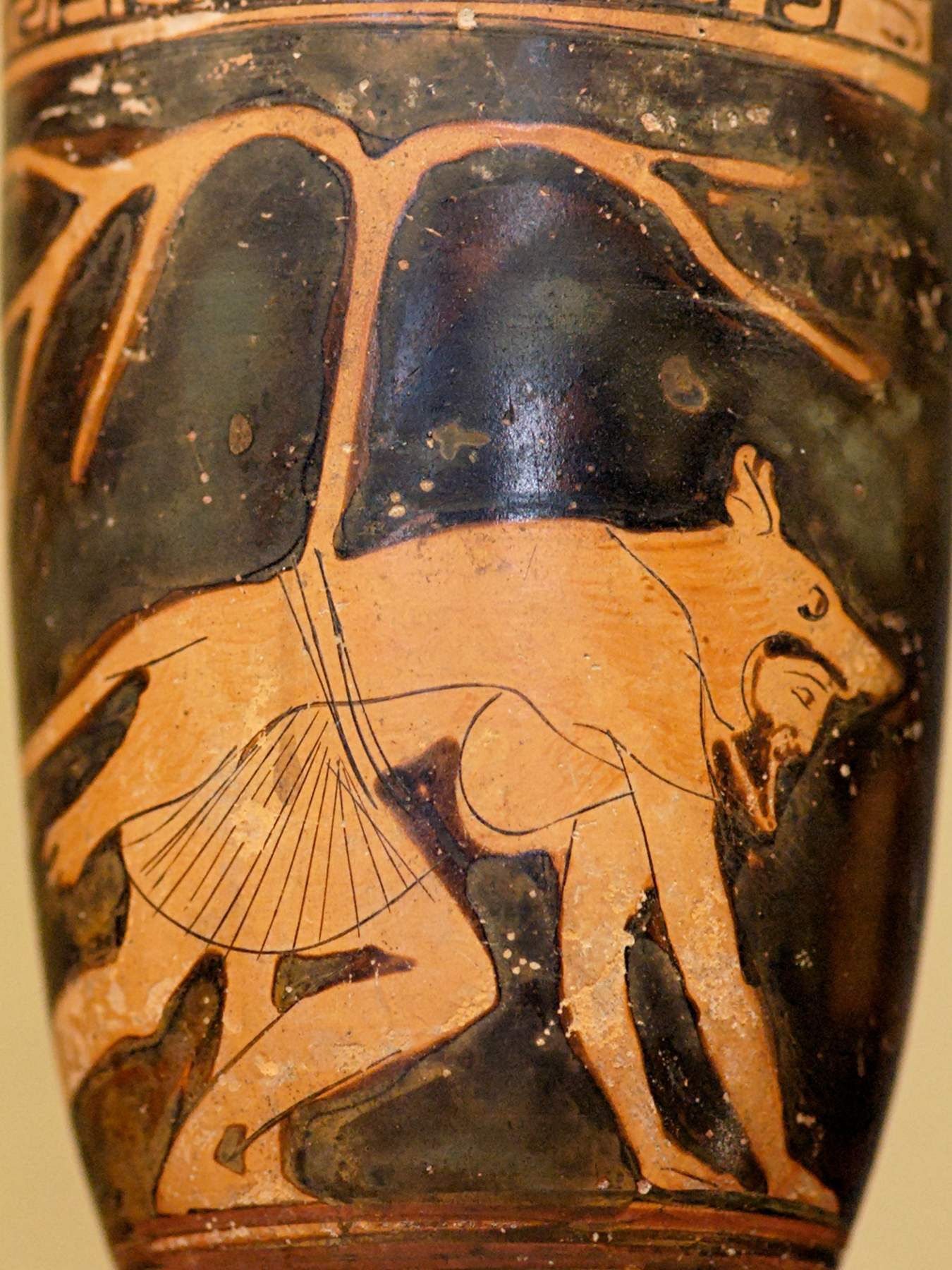
ذولون متنكر في لباس الذئب، فخار يوناني، نحو 460 ق.م، متحف اللوفر.

النشيد العاشر: التجسس ليلا وقتل ذولون
اضطرب أغاممنون لم ينم ليلته وبات يطوف في معسكره، ثم طاف مع منيلاوس ونسطور وأوذيس وذيوميذ يتفقدون الحرس الذين خطب فيه نسطور الذي طلب التجسس على معسكر الأعداء، فأرسلوا ذيوميذ وأوذيس لذلك. كان الطرواد قد فعلوا الشيء نفسه، فأرسل هكطور ذولون يتجسس على الإغريق لكنهم قبضوا عليهم واستنبأوا منه ثم قتلوه. سار ذيوميذ وأوذيس إلى معسكر الطرواد فقتل ذيوميذ ملكهم ريسوس واثنا عشر من جنده ثم رجعا بخيله وأخبرا الإغريق بما كان منهم.

### اليوم الرابع: اندحار الإغريق ومقتل فطرقل
النشيد الحادي عشر: غلبة الطرواد
احتدم القتال عند الصباح، وأظهر أغاممنون بسالة دهشت الطرواد ودحرتهم إلى أطراف مدينتهم، لكن زفس أرسل إيريس يأمر هكطور باعتزال الحرب حتى إصابة أغاممنون. وما إن أصيب أغاممنون حتى هجمة هكطور ودُحر الإغريق، وصد ذيوميذ هكطور إلا أن فاريس ضربه بسهم، فحارب مكانه أوذيس لكن صوقوس جرحه وكان يقتل لولا أياس ومنيلاوس. هجم أياس على قلب جيش الطرواد فدحرهم لكن السهام انهالت عليه فجرح وقتل من زعماء الإغريق كثر. كان أخيل يراقب من بعد فأرسل فطرقل يتبين أمر الإغريق، فقص عليه نسطور اندحارهم فعاد إلى أخيل يحثه على القتال أو يلبسه سلاحه ويقاتل هو.
النشيد الثاني عشر: حصار الطرواد للإغريق
استظهر الطرواد على الإغريق المنهزمين وتتبعوهم إلى سفنهم، وسعى هكطور لاجتياز السور الخندق إلى السفن، وأشار فوليداماس أن يترجل الجميع ويندفعوا فوافقوه الرأي، واجتمعوا في خمس كتائب، واحتد القتال. هنالك ظهر نسر ممسك بمخالبه بحية، فأشار فوليداماس يإيقاف القتال لكن هكطور أبى وهجموا على الإغريق، ووقفت بسالة آياس دون عبور الطرواد فتدخل زفس ورمى هكطور صخرة سحقت أحد الأبواب ودخل بجيشه معسكر الإغريق وتعقبوهم حتى سفنهم.
النشيد الثالث عشر: تدخل فوسيذ

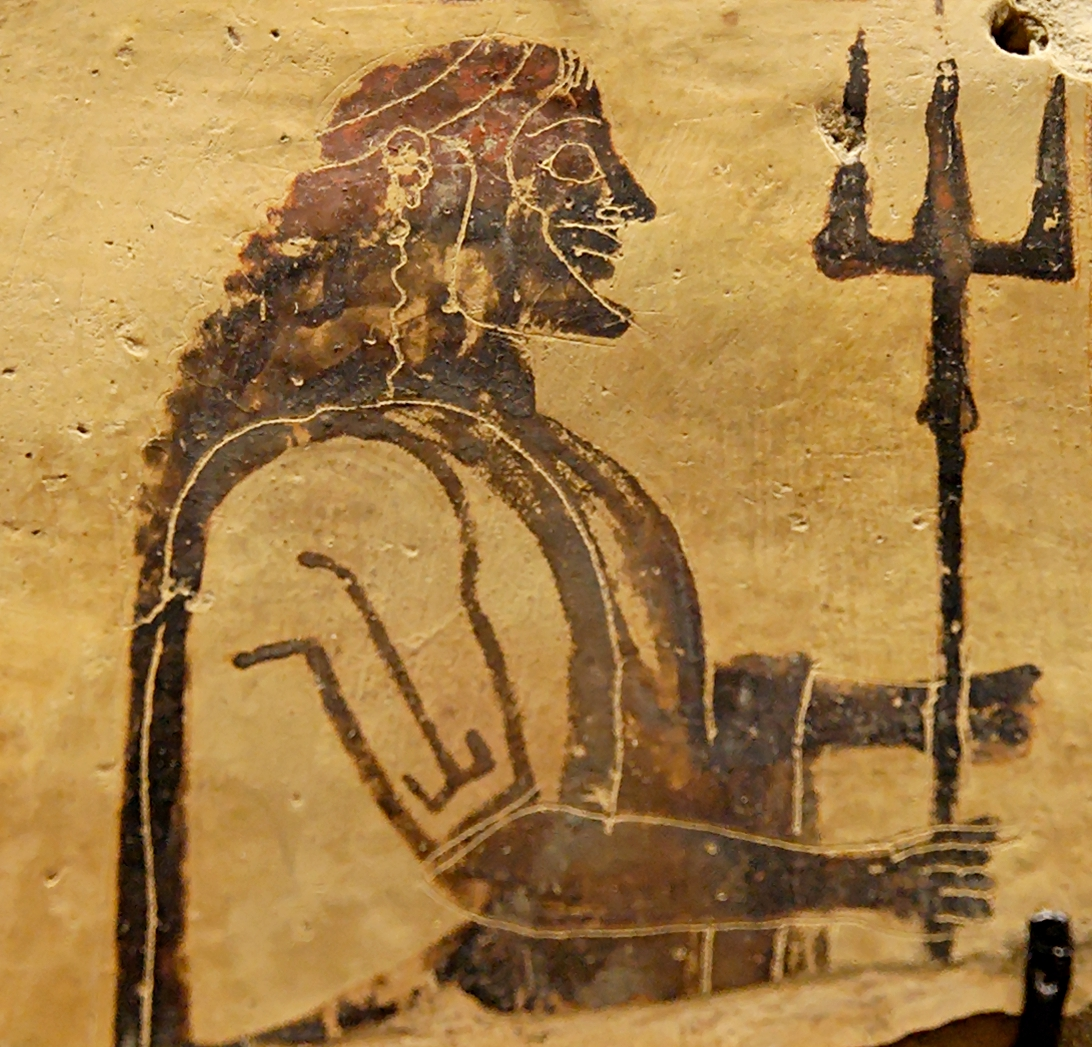
فوسيذ من لوحة كورنثية، نحو 550 ق.م، متحف اللوفر.

فتك الطرواد بالإغريق، فقرر فوسيذ التدخل لنصرة الإغريق منعًا لوصول الطرواد إلى سفنهم، فاتخذ هيئة كلخاس العراف، وحث الإغريق على القتال فدفعوا هكطور وجيشه وجرح هكطور بعد أن قتل أمفياخوس، واحتدم القتال وزفس ينصر الطرواد وفوسيذ ينصر الإغريق، وأعمل أيذومين القتل في الطرواد، حتى كاد الطرواد ينهزمون، واجتمع هكطور وفوليداماس وقررا الهجوم على الإغريق لكنهم لم يظفروا بشيء واستمر القتال.
النشيد الرابع عشر: مكر هيرا
عاد أغاممنون وأوذيس وذيوميذ إلى نسطور وكلهم جريح، وتشاوروا واستقروا على العودة إلى ساحة القتال وإثارة الحمية في جندهم وثبت الإغريق. أما هيرا فقد ساءها ميل زوجها زفس إلى الطرواد، فاستعارت حزام الزهرة وأغرت زفس ثم نام من يديها بمساعدة الكرى. أبلغت هيرا فوسيذ  الخبر فدفع الإغريق فدحروا الطرواد ورح إياس هكطور وخرج من القتال وفتك الإغريق بأعدائهم ودفعوهم عن السفن وتعقبوهم.

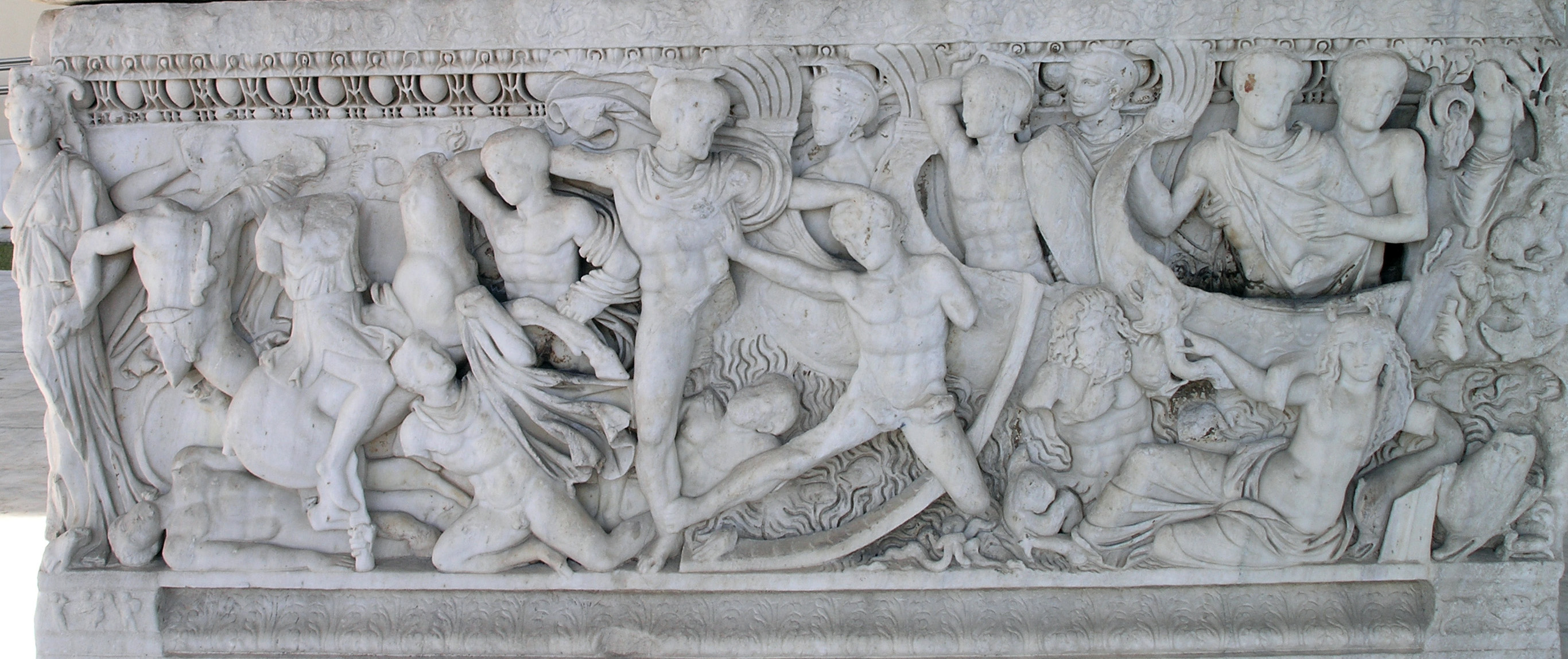
المعركة قرب سفن الإغريق، نقش على ضريح روماني، القرن الثالث م.

النشيد الخامس عشر: المعركة قرب سفن الإغريق
استيقظ زفس مغضبًا من مكر هيرا، وأمرها باستدعاء إيريس وأفلون لاستنهاض الطرواد، ووصل إيريس إلى فوسيذ يخبره بوعيد زفس فغادر ساحة القتال مرغمًا، وعاد أفلون بهكطور بعد أن عالج جرحه، فانقض الطرواد على الإغريق وأعملوا فيهم القتل واجتازوا الخندق حتى وصل هكطور بجنده إلى السفن. ففزع فطرقل لذلك وذهب يستنهض آخيل، وحال آياس دون وصول الطرواد إلى السفن ومنع هكطور من إحراق السفن، ووقف آياس يقاتل ببسالة.
النشيد السادس عشر: المعركة ومقتل فطرقل

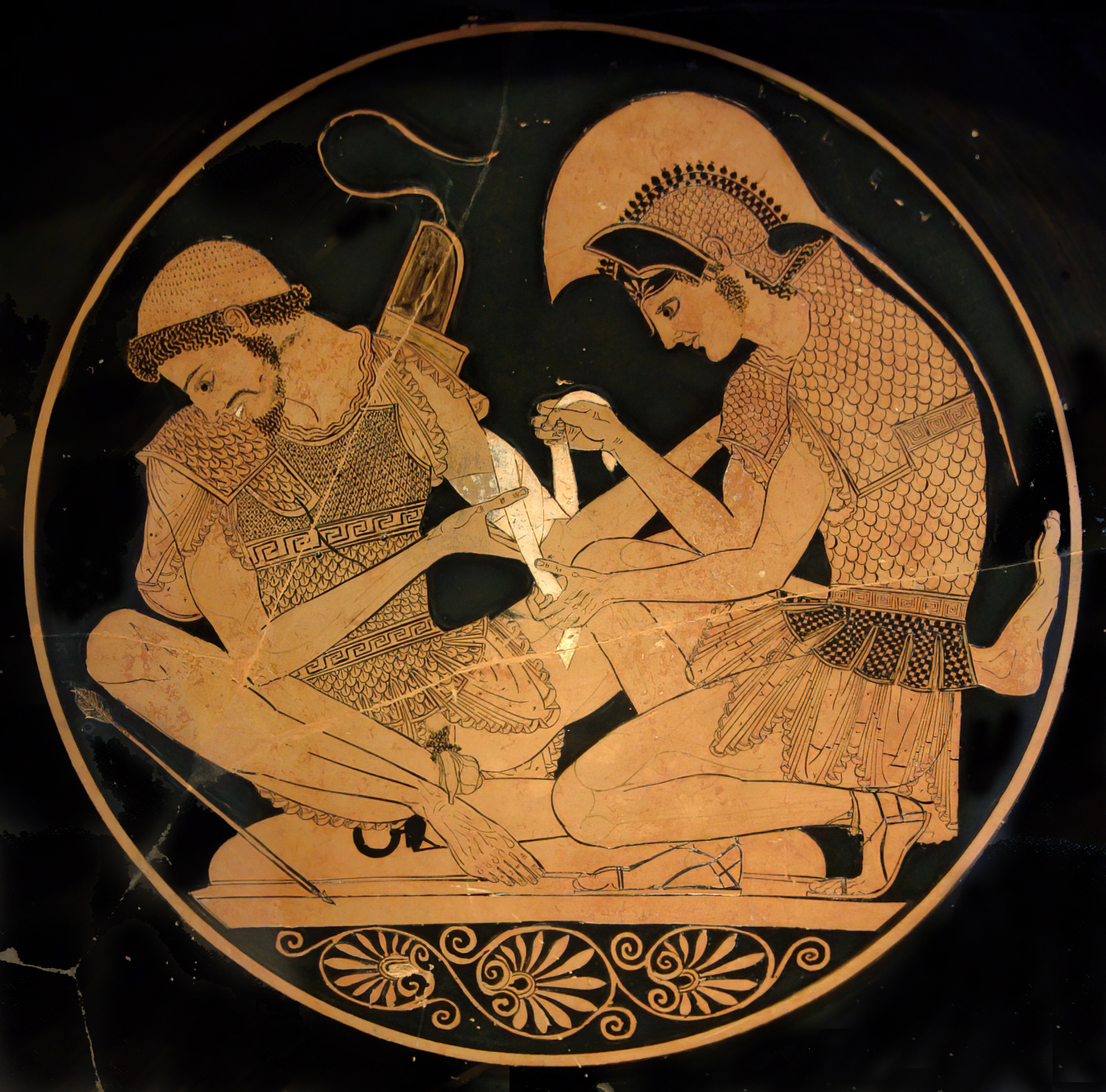
أخيل يضمد جراح فطرقل.

توسل فطرقل إلى أخيل ليسلحه بسلاحه ليقاتل الطرواد فوافق على شريطة ألا يتجاوز الحد بل يصد الطرواد عن السفن. وكان الطرواد قد تكالبوا على آياس وخارت قواه وأضرمت النار بإحدى السفن، فركب فطرقل عجلة أخيل وانقض بقوم آخيل المرامد على الأعداء فهزمهم وأطفأ النيران في السفن، وتتبع أياس هكطور ووقف لفطرقل زعيم الليقبين فقتله فطرقل، وانتشى فطرقل بالانتصار فعصى آخيل وتتبع الأعداء حتى أسوار المدينة فتقدم له أفلون بنفسه وجرده من سلاحه وطعنه أوفرب وقتله هكطور.
النشيد السابع عشر: المعركة حول جثة فطرقل
غضب منيلاوس لقتل فطرقل فتقدم يدافع عن جثته فقتل أوفرب وهو يجردها من سلاحها، فأقبل هكطور فابتعد منيلاوس فقدم آياس وهكطور يوشك أن يقطع رأس فطرقل فصده، والتحم القتال حول جثة فطرقل، واندحر الطرواد أمام إياس. واندفع هكطور وأنياس طلبا لجياد آخيل، وأرعد زفس فظهر الطرواد على الإغريق، وذهب منيلاوس إلى آخيل ينبئه بمقتل فطرقل، وسار مريون بالجثة إلى المعسكر وانهزم الإغريق إلى ما وراء الخندق.
النشيد الثامن عشر: تفجع آخيل على فطرقل
أنبأ أنطيلوخ آخيل بالخبر فبكى وحزن، فسمعته أمه ثيتيس فصعدت إليه لتصبره مع بنات البحر فلم يصبر ونوى الانتقام، فثبطته أمه ريثما تحضر له ترسًا من صنع إله النار. استمر تلاحم الجيشان وكاد الطرواد يعبرون الخندق لولا أن صاح أخيل -بإيعاز من هيرا- ثلاث صيحات هزمت الطرواد، وأتى الإغريق بجثة فطرقل إلى خيمة أخيل فغسلوه وطيبوه. أما ثيتيس فالتمست سلاحا لابنها عند إله النار فصنع لها ترسا ودرعا وخوذة وخفين.

### اليوم الخامس: عودة أخيل للقتال ومقتل هكطور

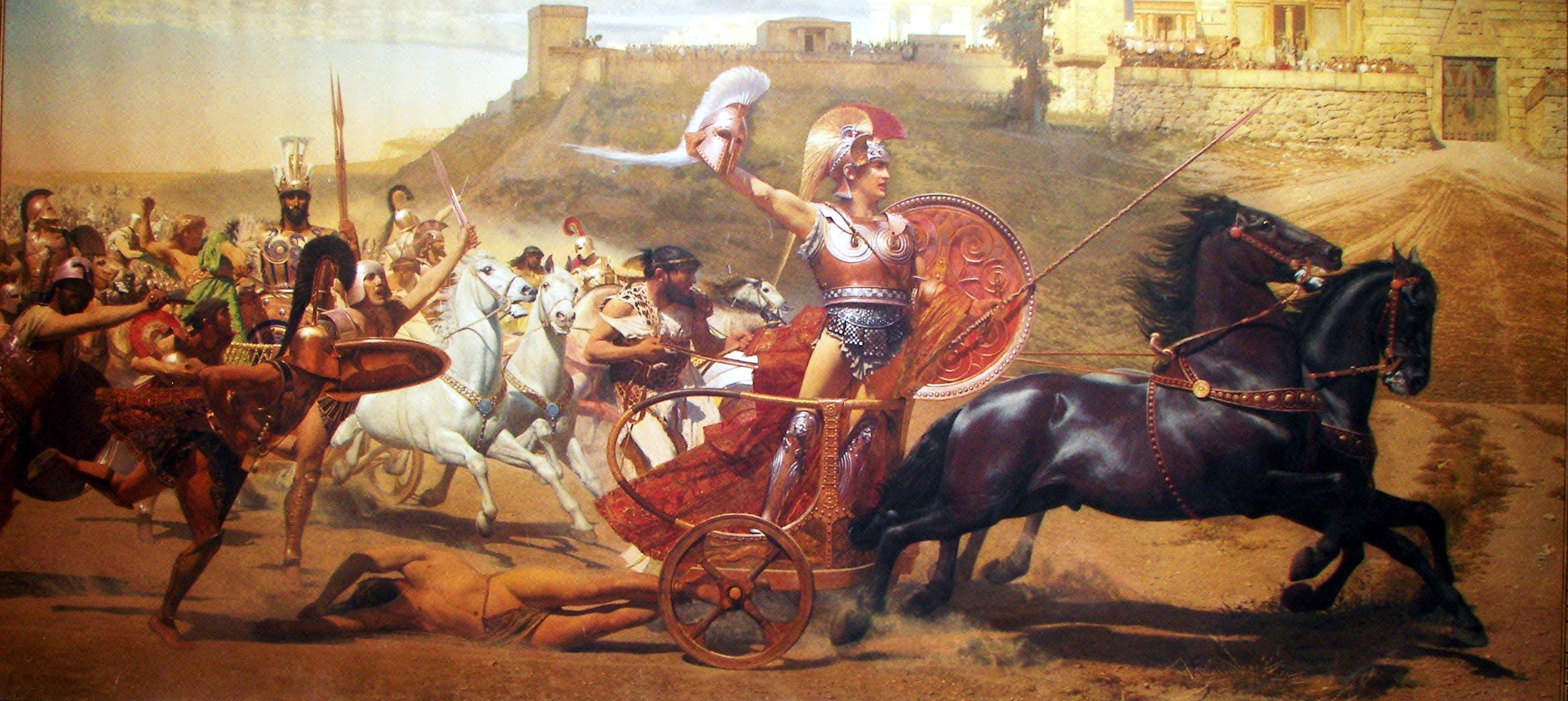
أخيل يجر جثة هكطور حول طروادة بعد قتله له، قصر كورفو.

النشيد التاسع عشر: مصالحة أغاممنون وأخيل

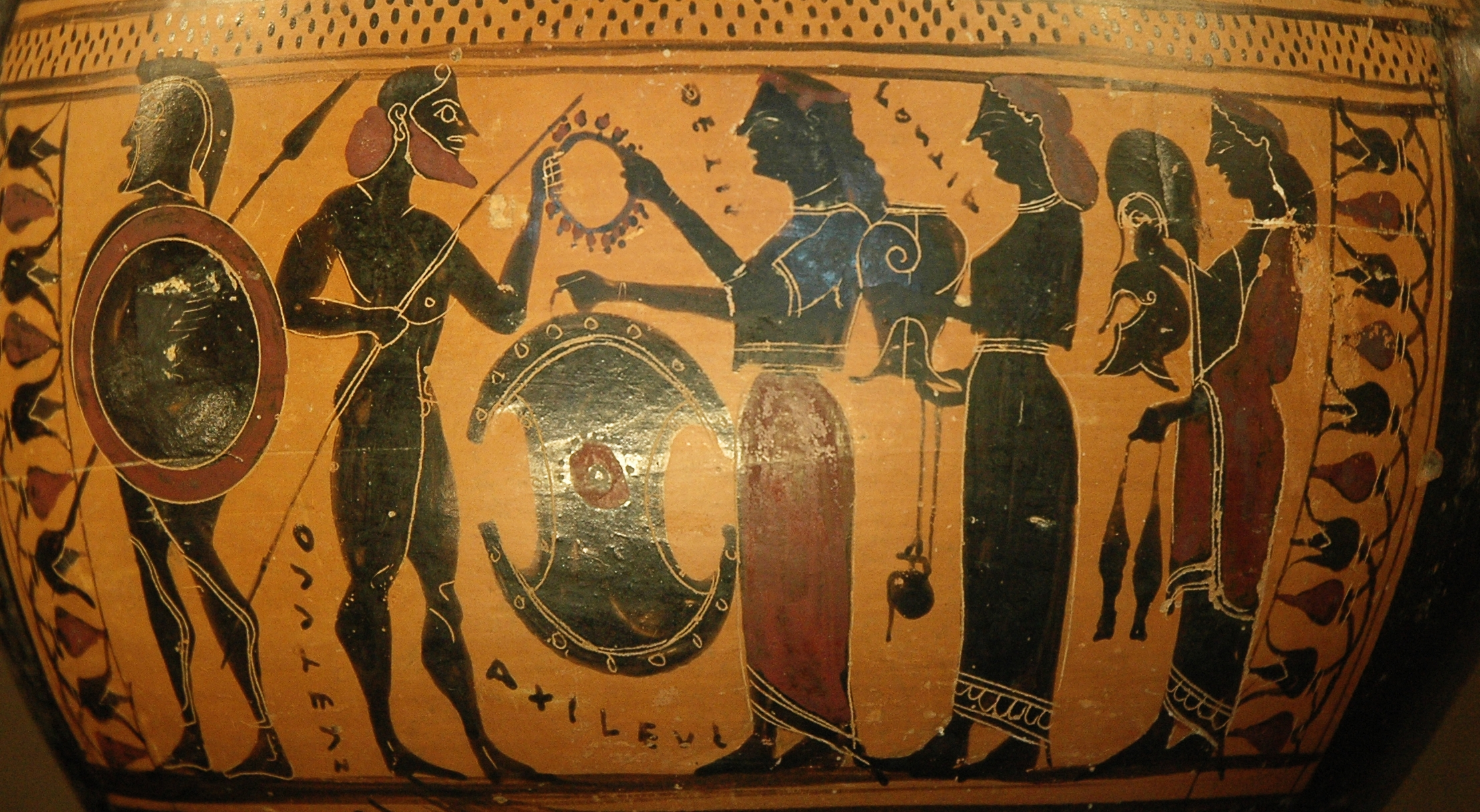
ثيتيس تقدم لابنها أخيل السلاح الذي صنعه هيفست إله النار، فخار يوناني، نحو 557 ق.م، متحف اللوفر

قدمت ثيتيس لابنها ترس إله النار وسلاحه، فحشد أخيل الجمع وتصالح مع أغاممنون الذي اعترف بخطأه، ودعى أخيل إلى الهجوم فاعترضه أوذيس بأنه لا بد للجيش من تناول الطعام ودعاه لذلك فأبى أن يذوق طعامًا حتى يثأر لفطرقل، فأكل الجيش وأرسل أغاممنون التحف وبريسا سبية أخيل إلى خيمته، والملوك يعزون أخيل فلا يتعزى بل يبكي وينتحب، ثم تقدم بالجيش بدرع هيفست، وأنبأه أفطوميذ بدنو أجله فلم يهتم بنبوءته.
النشيد العشرون: بطش أخيل
أذن زفس للآلهة بعون من شاؤوا من الفريقين، فانحازت هيرا وأثينا وفوسيذ إلى الإغريق، وآذيس وأفلون وأرطيمس ولاطونة وزنثس والزهرة إلى الطرواد. تقدم آنياس لقتال أخيل فحذره بالقتل وكاد يقتله لولا أن أنقذه فوسيذ، وأراد هكطور قتال أخيل لولا أن صده أفلون، وانقض أخيل على الطرواد يذبحهم وقتل أحد أبناء فريام وأراد هكطور الثأر لأخيه لكن أفلون أنقذه فأخفاه في سحابة. ولما لم ينل أخيل من هكطور جعل يذبح في جنود الطرواد يمينا ويسارا.
النشيد الحادي والعشرون: وقائع أخيل وقتال الآلهة
انهزم الطرواد أمام أخيل حتى بلغوا ضفة نهر زنثس، فألقوا بأنفسهم فيه هلعا، وقتل أخيل ليقاوون بن فريام وألقاه بالنهر، وأعمل القتل وسالت الدماء في النهر وارتفعت فيه الأشلاء، فقاتل زنثس أخيل وكاد يغرقه لولا أن أرسلت هيرا هيفست الذي أشعل الضفة وجفف المياه. يحتدم القتال بين الآلهة، ويقصد أخيل أغينور الذي كاد يهلك لولا أن أخفاه أفلون وتمثل بهيئته فطارده أخيل ليتمكن الطرواد من الهرب داخل مدينتهم.
النشيد الثاني والعشرون: نزال أخيل وهكطور ومقتل هكطور
لم يبق من الطرواد خارج السور إلا هكطور، لكنه انهزم مرتاعا أمام أخيل، وتتبعه أخيل ثلاث دورات حول إليون، وحاول أفلون إنقاذه، فوزن زفس قدر الفريقين فإذا بأجل هكطور قد حان فتخلى عنه أفلون، وتمثلت أثينا في صورة ذيفوب أخي هكطور فخدعته إلى ملاقاة أخيل معا، فأطلق هكطور رمحه فلم يصب أخيل والتفت فإذا بأخيه قد توارى فعلم أنها خدعة، فقاتل واستبسل لكنه قتل، واجتمع الإغريق حول الجثة ومثلوا بها، وربطها أخيل إلى عجلته ودار بها حول إليون والطرواد ينظرون ويبكون، وأغمي على زوجته أنذروماخ لما رأت الجثة ورثته.

### اليوم السادس: مأتم فطرقل

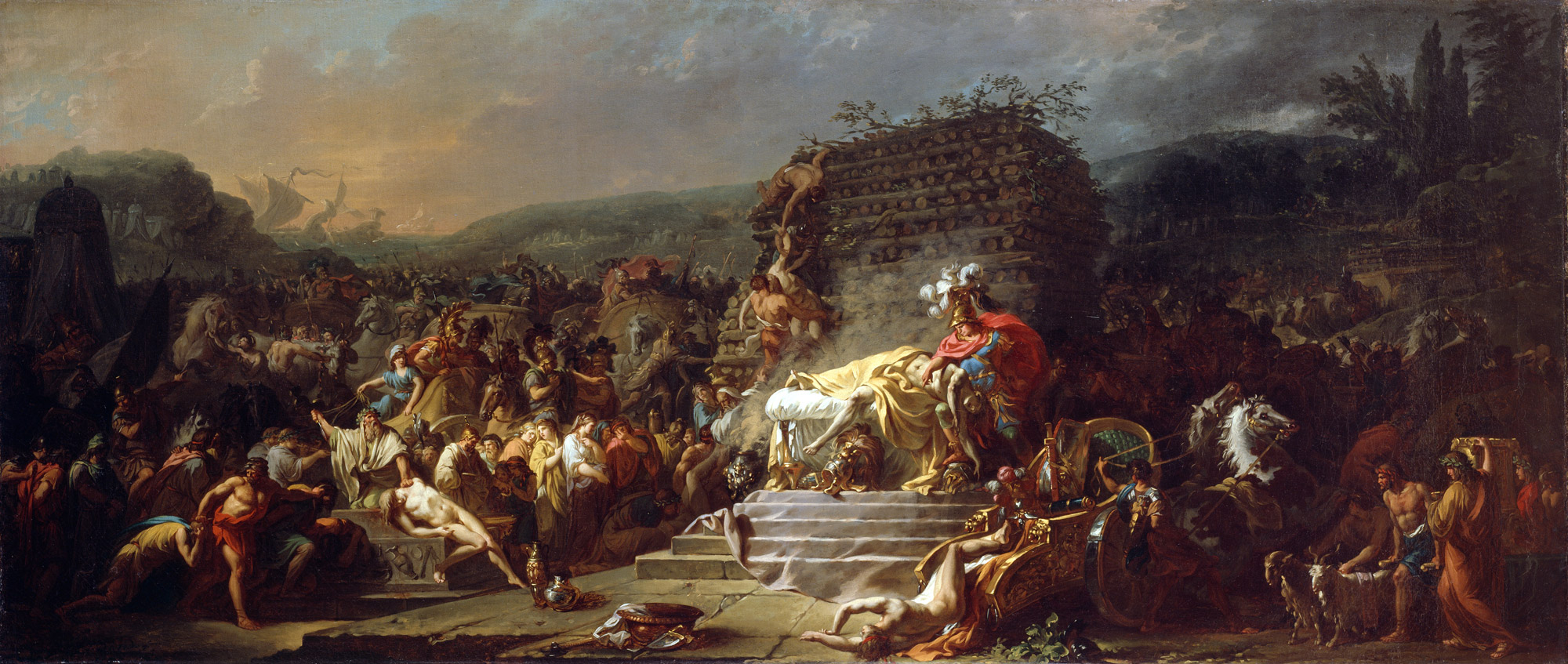
مأتم فطرقل، بريشة جاك لوي دافيد، المتحف الوطني لأيرلندا

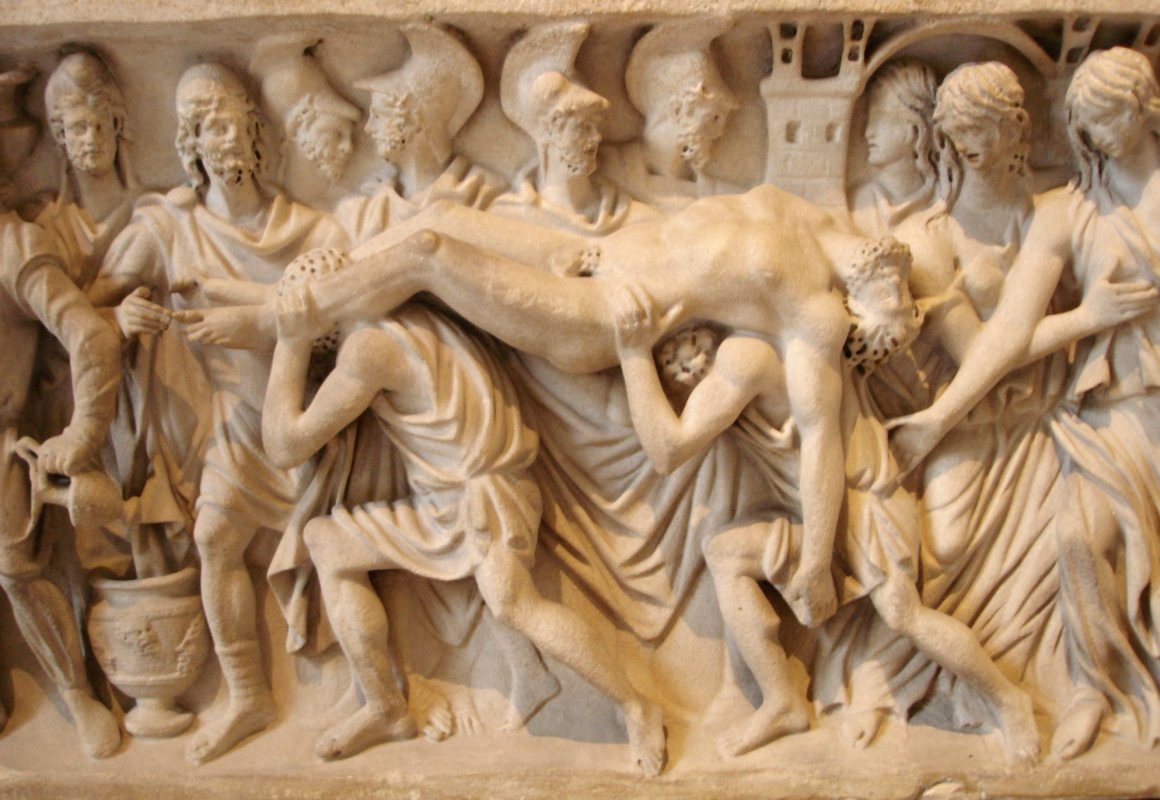
جثة هكطور تعود إلى طروادة، نقش على ضريح روماني، نحو 200 ق.م، متحف اللوفر.

النشيد الثالث والعشرون: مأتم فطرقل
بدأ أخيل التحضير لمأتم فطرقل، إذ ظهر له في رؤيا يطلب منه الإسراع بدفنه. جمع الجند الحطب عند الفجر وأحرقوا الجثة، وذبحوا الخيل واثني عشر طرواديًا وأحرقوها معه، ولما احترقت الجثة جمعوا العظام ودفنوها، ثم أقاموا الألعاب والمسابقات والمبارزات حتى انتهت الحفلة آخر الليل.

### بعد اثني عشر يومًا: مأتم هكطور
النشيد الرابع والعشرون: إعادة جثة هكطور
دار أخيل عند الصباح ثلاثا حول قبر فطرقل بجثة هكطور، فاستدعى زفس ثيتيس وأخبرها بأنه يود أن يعيد أخيل جثة هكطور إلى والده، فقبل. ركب فريام عربته إلى خيمة أخيل فسلمه الجثة وعاد بها إلى إليون، ورثته أنذروماخ زوجته وأمه إيقاب، وأضرموا النار في جثته ودفنوا عظامه في قبر أعدوه له.

## آلهة الإغريق والإلياذة

### آلهة الإغريق
لم يكن لدين الإغريق مؤسس ولم يرتكز على تعاليم معلم، بل انبثق من معتقدات مختلفة للأمة اليونانية والتي اجتمعت في صورة معتقدات عن الآلهة لتكون الدين الإغريقي متعدد الآلهة. يتفق أدكنز وبولارد مع هذا الرأي:
لقد شخّص الإغريق كل جانب من عالمهم الطبيعي والثقافي وتجاربهم فيه. الأرض، البحر، الجبال، الأنهار، العادات، ودور الفرد في المجتمع، كل هذه الأشياء شخصوها ليحسنوا التعامل معها.
نتيجة لطريقة التفكير هذه فقد كان كل إله أو إلهة في الديانة الإغريقية مرتبطين بجانب ما من حياة البشر، فنرى فوسيذ إله البحار، وأفروديت إلهة الجمال، وأريس إله الحرب، وهكذا لباقي الآلهة. هكذا كانت الثقافة الإغريقية إذ شعر كثير من الأثينيين حضور آلهتهم من خلال التدخل الإلهي في أمور حياتهم اليومية، وخاصة عندما تكون غامضة وعصية على التفسير.

### بين دفتي الإلياذة

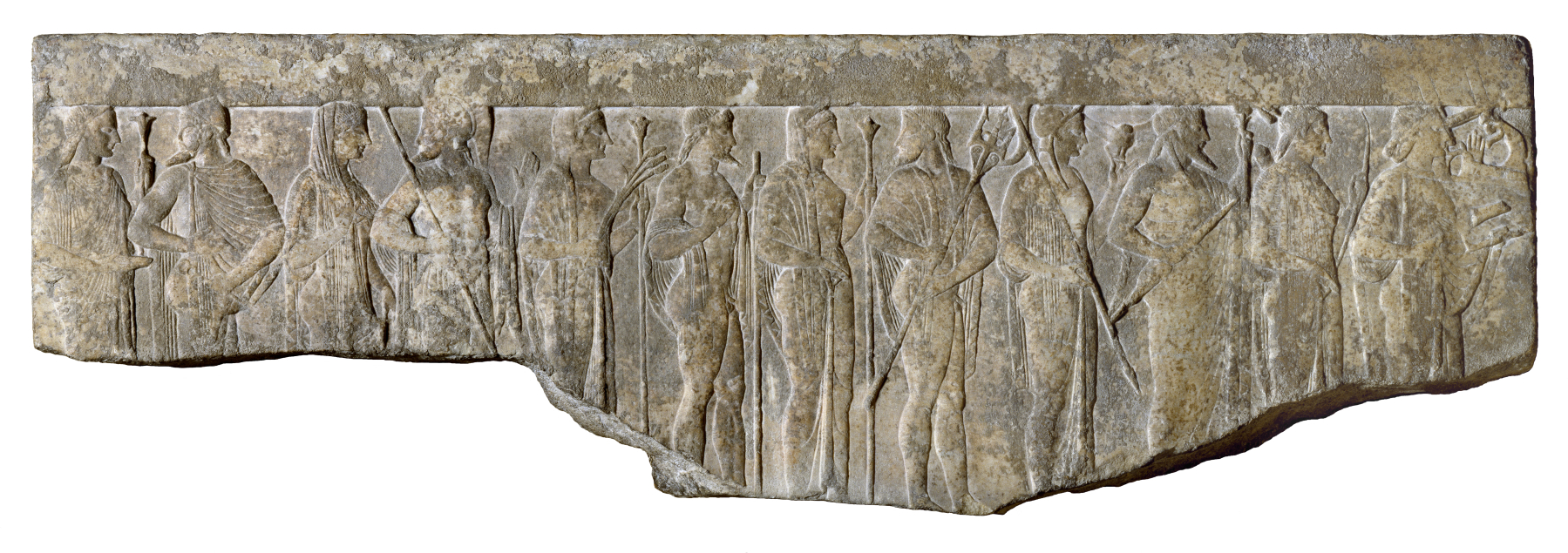
نقش يوناني لآلهة الأولمب الاثني عشر، القرن الأول ق.م.

في حرب طروادة داخل الإلياذة يتقاتل آلهة الأوليمب وصغار الآلهة فيما بينهم ويتشاركون في حروب البشر. على النقيض من الديانة الإغريقية، فقد صورهم هوميروس كذلك ليخدم سير قصته، إذ لم يكن الأثينيون في القرن الرابع ق.م يرون الآلهة كما صورها في أعماله. لاحظ ذلك هيرودوت قائلا إن هوميروس وهسيودوس كانا أول من سميا الآلهة ووصفا مظهرها وتصرفها.
ناقش ماري ليفكوفتس أهمية التدخل الإلهي في الإلياذة في محاولة لإجابة سؤال ما إذا كانت هذه التدخلات الإلهية أحداثا منفردة أم أنها مجرد استعارات لشخصيات بشرية. انحسر الاهتمام الفكري بمؤلفي العصر الكلاسيكي، مثل ثيوقيديدس وأفلاطون، على فائدتهم "كأسلوب للحديث عن حياة البشر وليس كوصف أو حقيقة"، لأنه إن ظلت الآلهة شخوصًا دينية، بدلا من استعارات بشرية، فإن "وجودهم"  سمح للثقافة اليونانية بالحرية الفكرية لاستحضار آلهة تناسب أي وظيفة دينية كانوا في حاجة إليها.
يستخدم عالم النفس جوليان جاينس (1976) الإلياذة كدليل رئيسي على نظريته ثنائية الحجرات والتي تنص على أن عقلية البشر، إلى عصر أحداث الإلياذة، اختلفت كثيرًا عن البشر المعاصرين، إذ يؤكد جوليان على أن البشر وقتها لم يمتلكوا ما نسميه حديثا الوعي. يقترح كذلك أن البشر حينها أطاعوا أوامر ما اعتبروها آلهتهم، حتى حدث التغير في عقلية البشر والذي أدخل قوة دافعة في الوعي نفسه. يشير جوليان إلى أن كل حدث في الإلياذة موجه أو مسبب أو متأثر بالآلهة، وأن الترجمات المبكرة تفتقد تمامًا إلى أي كلمات تصف فكرة أو تخطيط أو فحص. لذلك يرى أن الكلمات التي تبدو كذلك هي سوء فهم من المترجمين الذي أسبغوا على الشخصيات عقلية حديثة.

### تدخل الآلهة
يرى بعض المؤرخين أن الآلهة تدخلوا في عالم البشر بسبب خلافات فيما بينهم، فهوميروس يفسر العالم في زمنه من خلال مشاعر الآلهة وعواطفهم لتكون عوامل محددة لما يحدث في عالم البشر. مثال لهذه العلاقات في الإلياذة هي العلاقة بين أثينا وهيرا وأفروديت، إذ يكتب هوميروس في آخر القصيدة "لقد أساء إلى أثينا وهيرا، وكلتاهما إلهتان". لقد حسدت أثينا وهيرا أفروديت بسبب مسابقة جمال على جبل الأوليمب عندما اختار باريس أفروديت كأجمل إلهة بدلا منهما. يكتب فولفغانغ كولمان قائلا: "لقد حدد إحباط أثينا وهيرا من فوز أفروديت في حكم باريس تصرفهما كإلهتين في الإلياذة، كما أنه سبب كرههما لباريس ولمدينته طروادة".
لقد استمر دعم هيرا وأثينا للقوات الأخية طوال القصيدة لأن فاريس جزء من الطرواد، بينما ساعدت أفروديت باريس وطروادة. تُترجم العلاقات بين الآلهة غالب الأمر إلى أفعال في عالم البشر، فمثلا يتحدى باريس في الباب الثالث من الإلياذة أيا من الإغريق في مبارزة ويتقدم مينلاوس له. تفوق مينلاوس في المبارزة وكاد أن يقتل باريس. "ولكن قبل أن يجهز عليه وينتصر نصرًا ساحقا انقضت أفروديت مسرعة فانتزعته من طوقه الجلدي". لقد كان تصرف أفروديت نابعًا من المصلحة الشخصية لإنقاذ باريس من ضربة مينلاوس لأن باريس ساعدها في الفوز في مسابقة الجمال. لقد حفزت مساعدة أفروديت لباريس تدخل غيرها من الآلهة، خاصة عبر إلقاء خطابات حماسية، وأحيانا الظهور في صورة بشر اعتادوا رؤيتهم.

## مواضيع القصيدة

### القدر
يدفع القدر (κήρ "الموت المحتوم") معظم أحداث الإلياذة، فليس أمام الآلهة والبشر سوى الخضوع له ما إن يتحدد. ليس معلومًا ما الذي يحدد القدر، لكننا نعرفه من خلال المويراي ومن التباشير التي يرسلها زفس إلى العرافين مثل كالخاس. يتحدث الرجال والآلهة عن قبولهم البطولي للقدر وعن تجنب الجبناء لأقدارهم المكتوبة. لا يحدد القدر كل حدث صغير وإنما يحدد مآل الحياة. يصف هكتور بتروكلس بالجبن قبل أن يقتله لمحاولته تجنب قدره. يجيب باتروكليس:
يلمح باتروكليس هنا إلى موته المقدر على يدي هكتور، وإلى موت هكتور المقدر على يدي أخيل. يقبل كلاهما مآل حياته وإن لم يعرفا هل بمقدور الآلهة تغيير القدر، إذ ورد أول ذكر لهذا الشك في الباب السادس عشر، إذ يقول زفس عندما رأى بارتوكليس على وشك قتل ساربيدون ابنه البشري:
تسأل هيرا زفس عن هذه المعضلة قائلة:
يقرر زفس، عند الاختيار بين خسارة ابنه أو الالتزام بحكم القدر، أن يسمح بذلك. يتكرر الأمر ثانية عندما يفكر في إنقاذ هكتور الذي يحبه ويحترمه. تواجهه أثينا هذه المرة:
ينجو أينياس من غضب أخيل بمساعدة الآلهة وينجو من حرب طروادة. وسواء غيرت الآلهة القدر أم لا فإنهم ملتزمون به رغم معارضته لحلفائهم من البشر، وبالتالي فإن المنبع الغامض للقدرغير معلوم حتى للآلهة. يؤكد القدر على التقسيم الأولي الثلاثي للعالم الذي أرساه زفس وبوسايدون وهيديس عند إطاحتهم بأبيهم كرونوس: إذ أخذ زفس الهواء والسماء، وبوسايدون الماء وهيديس العالم السفلي أو عالم الأموات، لكنهم يتشاركون جميعًا في الأرض. تشكل الأقدار الثلاثة أقدار الرجال رغم كل قوة آلهة الأوليمب.

### كليوس

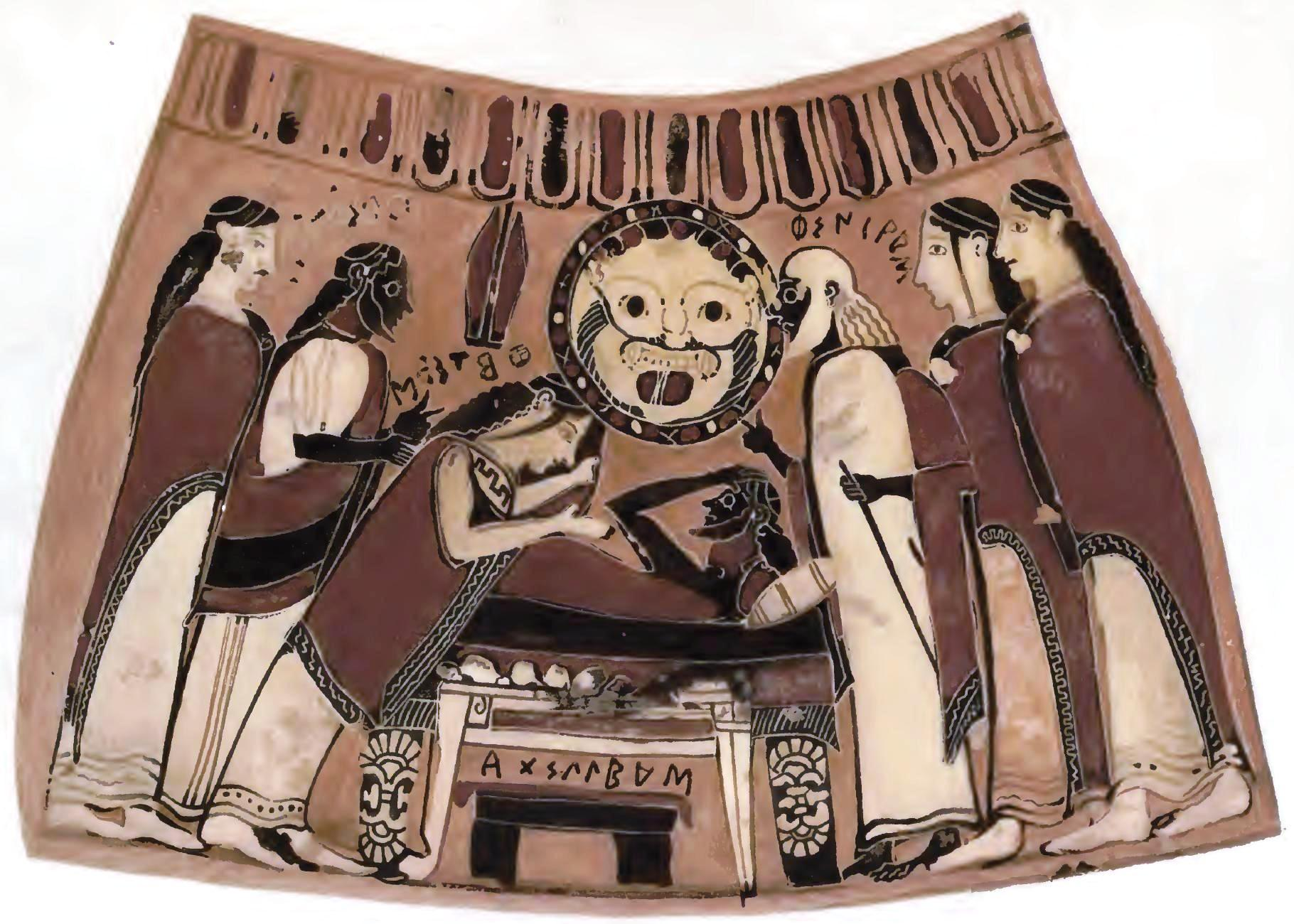
أخيل ينوح على مقتل فطرقل، فخار كورنثي.

كليوس (κλέος "المجد") هو مجد الرجال في المعارك البطولية. لكن على أخيل أن يختار أحد الخيارين، إما كليوس أو نوستوس. في الكتاب التاسع يقول أخيل بحزن لمبعوثي أغاممنون، أوديسيوس وفينيكس وأياكس، إذ يتوسلون إليه ليعود إلى المعركة:
سيحصل أخيل على كليوس أفيثيتون (المجد الخالد) بتخليه عن نوستوس. ذُكرت أفيثيتون في القصيدة خمس مرات مشيرة لشيء في كل مرة: صولجان أغاممنون، عجلة عربة هيبي، بيت بوسايدون، عرش زفس، بيت هيفيستوس. يترجم لاتيمور كليوس أفثيتون "خالد للأبد"، كربط بين فناء أخيل وتحقيقه الخلود بعودته إلى معركة طروادة.
عادة ما يأخذ كليوس صورًا حسية مثل غنائم المعارك، فعندما أخذ أغاممنون بريسايس من أخيل أخذ جزءًا من الكليوس الخاص به. نرى في منتصف ترس أخيل، الذي صنعه هيفيستوس وأعطته له أمه ثيتيس، صورة لنجوم تعبر عن موقع كل رجل ضمن الكون الكبير.

### نوستوس
تتكرر نوستوس (νόστος "العودة للوطن") عدة مرات في القصيدة، ما يجعلها موضوعًا ثانويًا فيها، وإن تناولتها أعمال يونانية أخرى مثل الأوديسة.

### الفخر

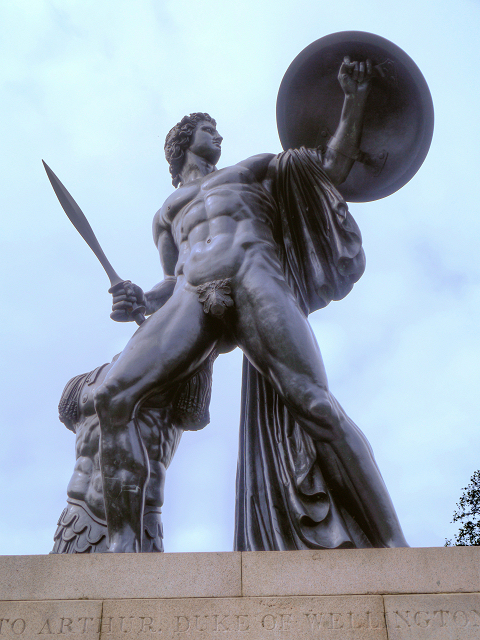
تمثال أخيل، وستمنستر، إنجلترا.

يقود الفخر قصة الإلياذة، إذ يحتشد الأخيون على سهل طروادة لينتزعوا هيلين من الطراوديين. ورغم رغبة معظم الطرواد في إعادة هيلين إلى الإغريق، إلا أنهم أذعنوا إلى فخر أميرهم باريس. يبدأ عمل هوميروس بهذا الإطار. يقود الفخر أغاممنون في بداية الإلياذة في تسلسل من الأحداث يفضي إلى أخذه بريسايس من أخيل التي أعطاها إلى أخيل مقابل استبساله العسكري. يرفض أخيل القتال نتيجة لهذا الحدث ويطلب من أمه ثيتيس أن تطلب من زفس أن يذيق الإغريق العذاب على أرض المعركة حتى يدرك أغاممنون خطأ ما فعله لأخيل.
قاد فخر أخيل إلى طلبه من ثيتيس موت أصدقائه، وحتى عندما طلبوا منه في الباب التاسع أن يعود إلى القتال وأغدقوا العطايا ومن بينها بريسايس، حتى حينها رفض معميًا بفخره. ظل أخيل معميًا بفخره حتى حل محله غضبه على موت باتروكليس ليعود ليقتل هكتور متغلبا على فخره. تغلب أخيل على فخره مجددًا عندما وافق على إعادة جثة هكتور إلى أبيه بريام قرب نهاية القصيدة. من البداية المحلمية إلى النهاية الملحمية، يقود الفخر قصتنا.

### البطولة
تصور الإلياذة موضوع البطولة بطرق متعددة عبر شخصيات مختلفة أهمها أخيل وهكتور وبتروكليس. ورغم ارتباط مفهوم البطولة في الأغلب بالشخصية الرئيسية، فإن الإلياذة تقدم البطولة دون توضيح بطل فعلي لها. تتبع القصيدة المحارب اليوناني العظيم أخيل وغضبه والدمار الذي ألحقه، موازيًا لذلك قصة المحارب الطروادي هكتور وجهوده للدفاع عن عائلته وقومه. نفترض عادة أن أخيل البطل لأنه الشخصية الرئيسية للقصيدة، ولكن بفحص قصته طوال القصيدة ومقارنة أعماله بغيره من الشخصيات، يمكن أن ندرك أنه ليس بطل القصيدة بل ربما يكون عدو البطل. قد يفترض البعض أيضا أن هكتور هو بطل القصيدة لسماته النبيلة ودفاعه عن عائلته وأهله، بالإضافة إلى التركيز قرب نهاية القصيدة على دفنه دفنا مشرفا. لا توضح الإلياذة أي بطل لها عن عمد من هوميروس أن يترك الباب مفتوحًا للتكهنات.

### الشرف (تيمه)
يشير الشرف (τιμή "الشرف، الاحترام") إلى الاحترام الذي يجنيه المرء لإنجازاته (الثقافية أو السياسية أو العسكرية) ومركزه في الحياة. تبدأ متاعب الإغريق في الباب الأول بارتكاب الملك أغاممنون لفعل غير شريف لا يصدر عن الملوك: أولا بتهديد الكاهن بريسايس (1.11) ثم بإهانة أخيل بأخذ بريسايس منه (1.171). يدمر رد فعل أخيل على فعلة الملك المشينة كل منجزات الإغريق العسكرية.

### الشرف (هيبرس)
يشير اليونانيون للشرف بكلمة أخرى مشابه هي هيبرس (Ὕβρις). تتناول القصيدة غضب أخيل والدمار الذي نتج عنه كموضوعها الرئيسي، وما سبب من تقليل الفارق بين البشر والآلهة. يدمر الغضب غير المتحكم فيه الروابط الاجتماعية المنظمة ويزعزع التوازن الدقيق الذي يترك مسافة بين البشر والآلهة. يلعب الشرف (هيبرس) دورًا محوريًا في القصيدة كوقود يضرم عديدًا من الأحداث المدمرة.
رفض أغاممنون التخلي عن كريسياس بدافع من هيبرس، كما جرح فخر أخيل بأخذه بريسايس. كذلك أجبر هيبرس باريس على قتال منيلاوس. يدفع أغاممنون الإغريق للقتال باستنهاض فخرهم واستنكار انتظارهم دعم أخيل بدلا من الهجوم. تركز القصيدة على غضب أخيل كموضوعها الرئيس، لكن هيبرس يحفز الأحداث ويضرمها.

### الغضب (مينس)

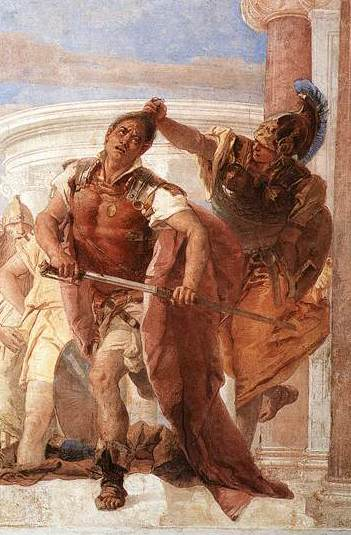
غضب أخيل، بريشة جيوفاني باتيستا تييبولو، 1757.

يشكل الغضب (μῆνις "الغضب") موضوع القصيدة الرئيسي: غضب أخيل، إذ يدفع غضبه وفخر المحارب المجروح أحداث القصيدة: ترنح الإغريق في المعركة، مقتل بتروكلس وهكتور، وسقوط طروادة. يظهر غضب أخيل لأول مرة في الباب الأول عند مقابلته للملوك اليونانيين وللعراف كلخاس. يهين الملك أغاممنون كريسايس، كاهن أبوللو، برفضه استعادة ابنته. يدعو الكاهن المهان أبوللو، لتسقط سهام الطاعون تسع ليالٍ كاملة على الإغريق. يتهم أخيل أغاممنون في اللقاء ذاته بأنه "أكثر الرجال طمعًا". يجيب أغاممنون قائلا:
أقسم أخيل من حينها أنه لن يطيع أغاممنون ثانية، ثم يبكي لأمه ثيتيس التي تقنع زفس بتدخل إلهي يرجح كفة الطرواد حتى استعادة كرامة ابنها. يدفع هكتور في تلك الأثناء الإغريق حتى البحر (الباب الثاني عشر)، ويفكر أغاممنون في العودة إلى اليونان لتوقعه الهزيمة (الباب الرابع عشر). يغير غضب أخيل مسار الحرب مجددًا عن سعيه للانتقام من هكتور لقتله باتروكليس. يصرخ أخيل لأمه التي تحاول تهدأته فيخبرها قائلا:
يقبل أخيل الموت كثمن عادل للانتقام لمقتل باتروكليس، ويعود إلى أرض المعركة ليطارد هكتور حول جدران طروادة قبل أن يذبحه ويجر جثته خلف عربته إلى معسكره.

### تمجيد الحرب
تركز معظم الإلياذة على القتال، إذ كان على الأبطال أن يحسنوا قتل غيرهم ليكتسبوا المكانة. يشير المؤلف أيضا إلى الجانب السلمي للحرب. ورد ذلك لأول مرة في الكتاب الثالث عندما يوافق مينيلاوس وباريس على القتال وجهًا لوجه لإنهاء الحرب. تظهر المحادثة بينهما الرغبة المحمومة عند الطرفين لإنهاء الحرب. نرى السلام مجددًا في الكتاب الثالث عندما يقول كبار السن لبريام أنه ورغم جمال هيلينا، إلا أن الحرب ثمن باهظ لشخص واحد. تظهر هذه الأحداث بشرية الحرب. في الكتاب السادس وعند عودة هكتور إلى المدينة لزيارة عائلته، نرى السلام مجددًا عندما نرى هكتور أكثر من مجرد بطل حرب، بل أب محب وزوج مخلص.

## تاريخ النص
يرجع النص إلى الفترة العتيقة من الكلاسيكية القديمة، إذ يتفق غالب العلماء على إرجاعه إلى القرن الثامن ق.م، وإن مال بعضهم إلى القرن السابع ق.م. يرجع الزمن التقريبي للإلياذة عمومًا إلى نحو عام 630 ق.م، ويظهر ذلك في الفن والأدب. وضع هيرودوت، بعد استشارته لعرافة دودونا، كلا من هوميروس وهسيودوس نحو 400 عام قبله، ما يعني نحو 850 ق.م.
مثل انهيار العصر البرونزي المتأخر خلفية القصيدة التاريخية في بداية القرن الثاني عشر ق.م. يفصل إذن أربعمائة عام بين هوميروس والقصيدة، الزمن الذي عُرف باسم العصور المظلمة اليونانية. يختلف العلماء حول أي أجزاء القصيدة يعود حقا إلى اليونان الموكيانية ليمثل لنا تقاليدها الحقيقية، إذ نجد في باب بيان السفن من القصيدة سمات واضحة تخبرنا بأن جغرافيتها لا تصور اليونان في العصر الحديدي –زمن هوميروس- بل قبل غزو الدوريين.
يمثل عنوان القصيدة Ἰλιάς حذف لـ ἡ ποίησις Ἰλιάς الذي يعني "القصيدة الطروادية". Ἰλιάς هي الصفة المؤنثة من Ἴλιον. استخدم هيرودت الصفة المذكرة Ἰλιακός. فينيتوس أ هي أقدم نص كامل للإلياذة والتي نُسخت في القرن العاشر الميلادي.
نقح الطبعة الأساسية الأولى من الإلياذة ديمتريوس تشالكوكونديايس ونشرها بيرناردوس نريلوس وديميتريوس داميلاس في فلورنسا في 1489.

### الإلياذة كتراث شفهي

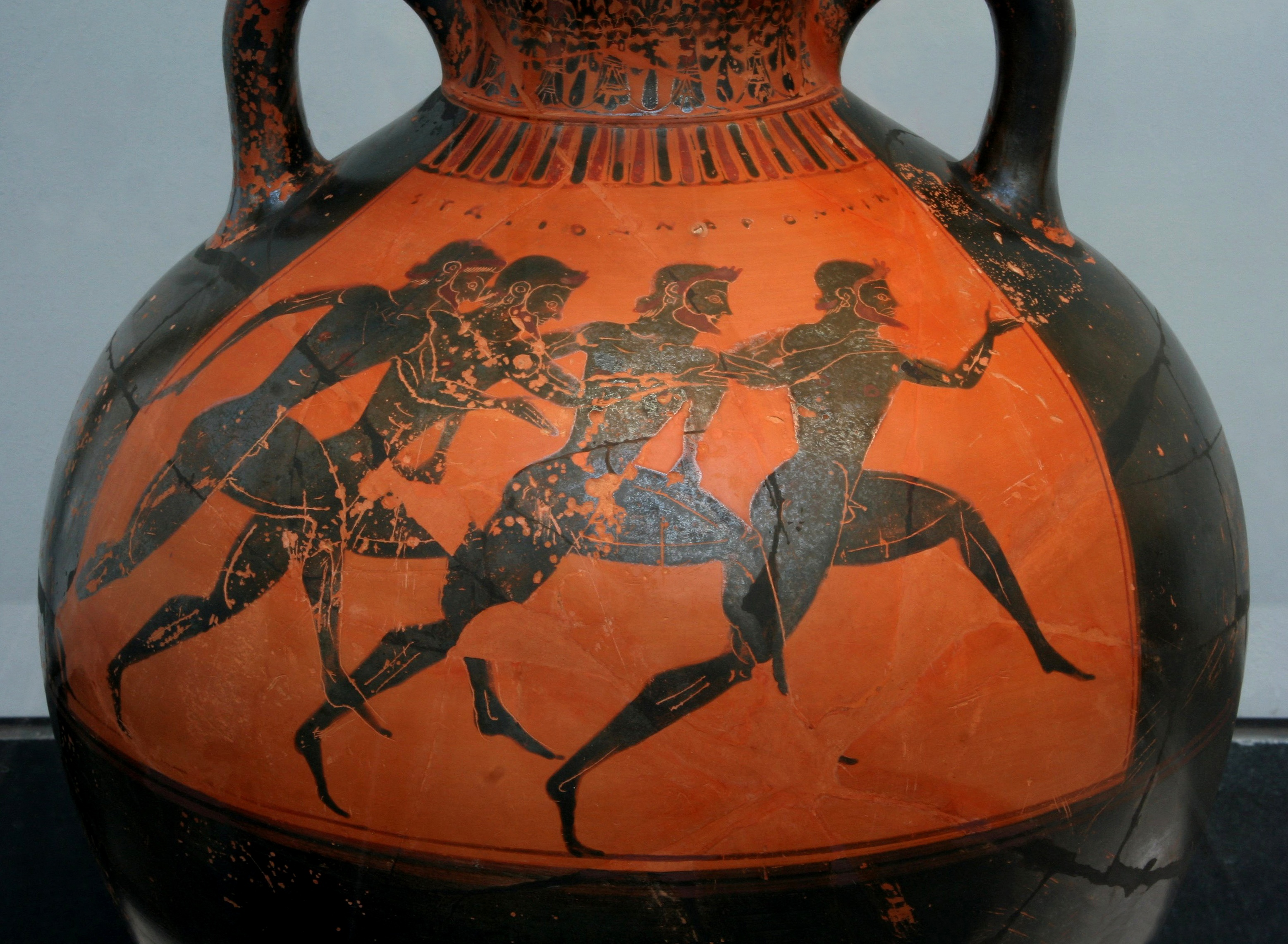
فخارة إغريقية للعدائين في مهرجان عموم أثينا حيث تناقل القصاصون الإلياذة كتراث شفهي.

اعتبر اليونانيون في العصور القديمة كلا من الإلياذة والأوديسة أسسًا لعلم التربية، إذ كان الأدب محوريًا في المهمة الثقافية التعليمية للرحالة المتحمسين الذين نظموا قصائد ملحمية كاملة من الذاكرة ارتجالا، ونشروها عبر الغناء والإنشاد في سفرياتهم وفي مهرجان عموم أثينا للرياضة والموسيقى والأشعار والقرابين احتفالا بيوم ميلاد أثينا.
نظر الدارسون قديمًا إلى الإلياذة والأوديسة كأشعار مكتوبة نظمها هوميروس، حتى قاد ميلمان باري حملة في عشرينات القرن العشرين ادعى فيها عكس ذلك. خلص باري من دراسته للأسلوب الهوميري الشفهي –النعوت الثابتة والتكرار- إلى أن هذه الصيغ كانت بقايا تراث شفهي تنطبق بسهولة على البيت السداسي. لقد سمح تكرار النعوت الثابتة (مثل أوديسيوس الثري) بملء نصف البيت، ما أفسح المجال للشاعر لينظم نصف البيت المتبقي ليكمل المعنى المراد. لقد درس باري ومساعده ألبرت لورد التكوين الشفهي عند صياغة الشعر الشفهي في اللغة الصربية، ووضعا فرضية باري/لورد التي أسست لدراسات التراث الشفهي التي طورها لاحقا كل من إريك أ. هافلوك ومارشال ماكلوهان ووالتر أونغ وغريغوري ناجي.
يقدم لورد في كتابه مغني القصص (1960) أمثلة للشبه بين مأساة فطرقل الآخي في الإلياذة وإنكيدو في ملحمة جلجامش السومرية، ويدعي دحضه "بتحليل متمعن لتكرار الأنماط الموضوعية" أن قصة فطرقل تزعج صياغة هوميروس التكوينية لفكرة "الغضب وسرقة العروس والإنقاذ"، بالتالي فإن التكرار لا يناقض أصالة النص والأفكار. يقدم جيمس أرمسترونغ (1958) بالمثل أن صياغة القصيدة تقدم معنى ثريًا لأن الدافع الحربي –وصف أخيل وأغاممنون وباريس وفطرقل- يؤكد على أهمية لحظة حاسمة يوفر التكرار لها جوًا من السلاسة، ليقارن هوميروس بين أخيل وفطرقل وينذر بمقتل الأخير بتحولات –إيجابية وسلبية- في الأحداث.

## تصوير الحرب

### تصوير قتال المشاة

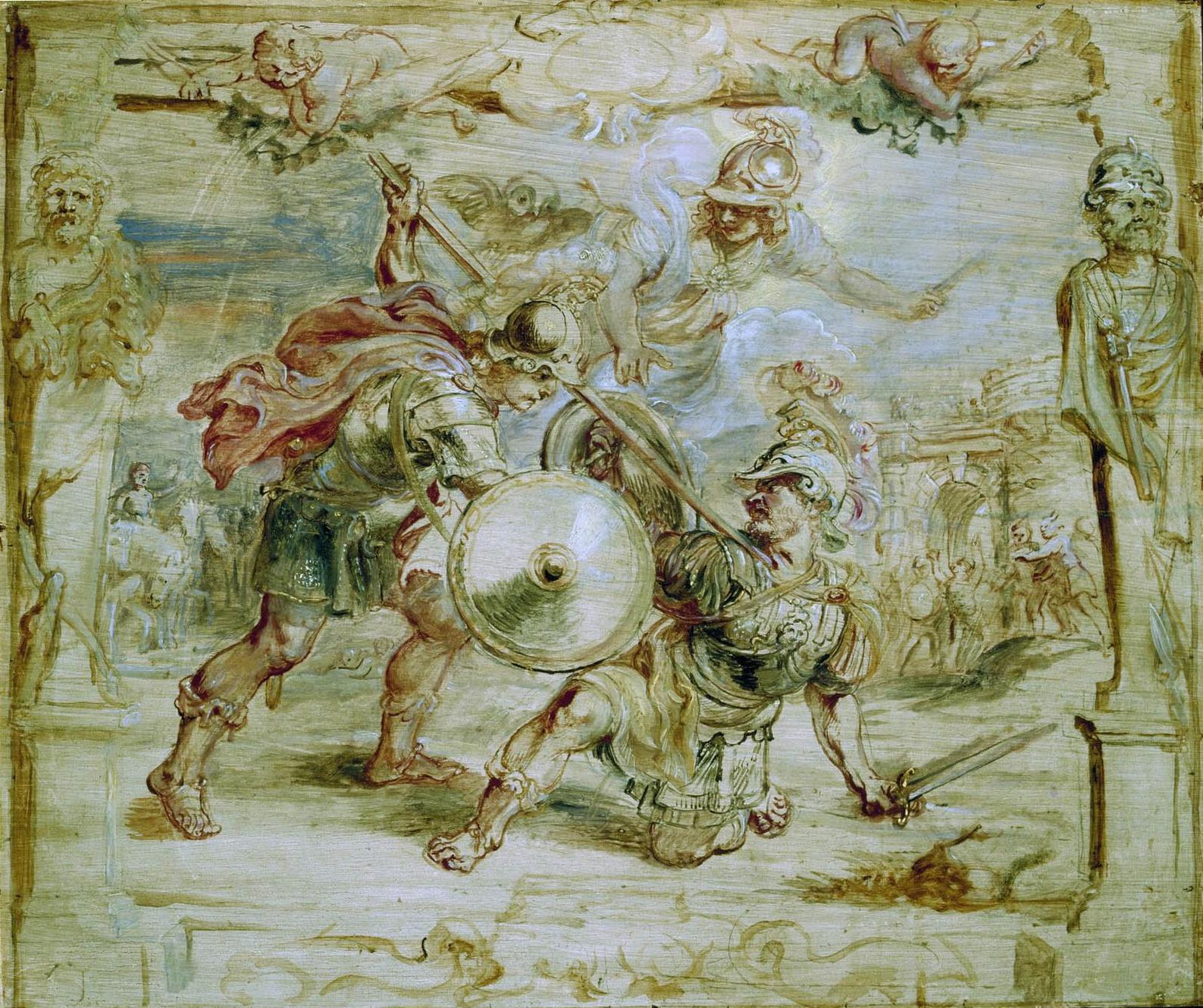
أخيل يقتل هكطور، بريشة بيتر بول روبنز، 1630.

لا تصور الإلياذة أي معارك بحرية رغم كون ميسينيا وطروادة قوتين بحريتين. يحارب السفان الطروادي فرقلس (صانع السفينة التي نقلت هيلين إلى طروادة) على قدميه كرجل مشاة. تحوي الإلياذة وصفا دقيقا للباس وللدروع الحربية في المعارك، إذ يدخل المقاتلون المعركة في عجلات حربية وهم يطلقون الرماح على تشكيلات العدو، ثم يرتجلون لقتال مباشر يتخلله مزيد من إلقاء الرماح والصخور وقتال بالسيوف.
ذكر هوميروس في وصفه قتال المشاة التشكيلة السلامية، رغم عدم اعتقاد غالب المؤرخين أنها استُخدمت في حرب طروادة. لقد كانت العربة الحربية هي وسيلة النقل الحربية الرئيسية في العصر البرونزي (على سبيل المثال: معركة قادش). تثبت الأدلة، من معبد دندرة ومن رسومات قصر بيلوس، أن الميكونيين استخدموا عربات حربية يقودها رجلان مسلحان بالرماح، على النقيض من الحيثيين الذين استخدموا عربات حربية يقودها ثلاث رجال مسلحون بالرماح، وعلى النقيض أيضًا من المصريين والآشوريين الذين استخدموا عربات حربية يقودها رجلان مسلحان بالأسهم.
كان وصف هوميروس للانتصار في الحرب كحدث قاتم عند اكتشاف الخسائر الكبيرة، بينما وصف الجنائز وصفا سعيدًا مع تذكر حياة الموتى. يتناقض هذا الوصف مع غالب النصوص اليونانية القديمة، إذ يُنظر إلى الحرب بأنها مجد تليد.

### التأثير على الحرب الإغريقية
في حين لم تكن القصائد الهوميرية نصوصًا مقدسة عند اليونانيين القدماء، إلا أنهم اعتبروها نصوصًا ترشدهم وتعينهم في فهم فكري أعمق لأي مواطن يوناني مثقف. نرى ذلك جليًا في حقيقة أنه ومنذ القرن الخامس:«كان علامة الرجل المرموق أن يتمكن من حفظ الإلياذة والأوديسة عن ظهر قلب». يمكننا كذلك القول أن الحرب في الإلياذة وطريقة تصويرها بها كان لهما تأثير بالغ على الحرب الإغريقية عمومًا.
يقوم الأبطال بغالب أعمال القتال في الإلياذة في نظام واضح رجل لرجل، بل نجد تسلسلا من الطقوس التي يجب تأديتها قبل النزال، فنرى على سبيل المثال بطلا كبيرًا يواجه بطلا أصغر من الأعداء والذي يقدم نفسه ويهدد كل منهما الآخر ثم يُقتل البطل الأصغر. عادة ما يجرد المنتصر الجثة من أسلحتها وتروسها. هنا مثال للطقوس ولنزال رجل لرجل في الإلياذة:
يلح علينا سؤال الربط بين القتال الملحمي في الإلياذة وبين الحرب الإغريقية التالية لها خاصة ذكر التشكيلة السلامية والتي انتشرت في الحرب الإغريقية لاحقا. فبينما نجد ذكر لترتيب الجنود ترتيبًا يشبه التشكيلة السلامية، فإن غالب القتال في الإلياذة قام به أبطال بأنفسهم، وهو ما يتناقض مع لب التشكيلة السلامية حيث لكل رجل دور. مثال لذلك القصة الإسبرطية لثلاثمائة مقاتل ضد ثلاثمائة مقاتل أرغوسي، حتى لا يتبقى سوى رجلان أرغوسيان وواحد إسبرطي. يقف الإسبرطي مستعدًا للقتال بينما يعود الأرغوسيان لوطنهم ليعلنا الانتصار بينما يعلن الإسبرطي انتصاره لأنه لم يستسلم.
تظهر الإلياذة كراهية للتكتيكات العسكرية وللخداع في الحرب، وتمجد من المواجهة المباشرة. رغد ذلك نجد تمجيدًا للتكتيكات العبقرية في الإلياذة مثل نقاش أغاممنون ونسطور حول الطريقة المثلى لترتيب الجنود لتحقيق التفوق على الأعداء. كذلك تنتهي حرب طروادة كلها بخدعة الحصان التي يشير إليها هوميروس لاحقا في الأوديسة. لقد عُرف عن القادة الإسبرطيين تكتيكاتهم وخداعهم الأعداء وكانوا مثالا يحتذي به قادة اليونان جمعاء.

## التأثير على الفنون والثقافة
لقد بلغت الإلياذة مكانة كبيرة حتى في العصر الكلاسيكي اليوناني وحافظت على مكانتها في العصر الهلنستي والعصر البيزنطي، فتناول ناظمو الأعمال الدرامية مواضيعها كثيرًا. تتبعت ثلاثية إسخيلوس أوريستيا –المكونة من أغاممنون وحامل الكؤوس واليومينايد- قصة أغاممنون بعد عودته من الحرب. كذلك عاد تأثير هوميروس على الثقافة الأوروبية بعد عودة الاهتمام بالثقافة الإغريقية في عصر النهضة، واستمرت الإلياذة في كونها أول أعمال المرجعية الأدبية الغربية وأبلغها تأثيرًا. ظهرت الإلياذة بنصها الكامل مجددًا في القرن الخامس عشر في إيطاليا وأوروبا الغربية، عبر ترجمات لاتينية وترجمات للغات عامية أخرى.
ظهرت نسخ لاتينية مختصرة أخرى للقصيدة عُرفت باسم إلياس لاتينا، والتي خضعت لدراسات عميقة كنص مدرسي رئيسي. نظر الغرب إلى هوميروس كمصدر غير موثوق به، إذ اعتبروا كتابًا آخرين أكثر مصداقية وواقعية في زمن حرب طروادة مثل داريس وديكتيس كريتنسيس. مثل هوميروس مصدرًا لرويات فروسية قروسطية عديدة كان أهمها أعمال بينوا دي سان-مور وغيدو ديلي كولون.
تشعبت هذه الروايات للغات أوروبية أخرى مثل أول كتاب إنجليزي مطبوع في 1473 استحضار تاريخ طروادة. تمثلت مرويات العصور الوسطى في استحضار لاتيني قديم لتاريخ طروادة مثل إكسيديوم تروجي وأعمال بلغات عامية مثل ملحمة طروادة الآيسلندية. ظلت حرب طروادة محورية لأدب غرب أوروبا القروسطي، فتتبع ملوك عديدون نسبهم إلى أبطال حرب طروادة، مثلما ادعى البريطانيون أن أصلهم يعود إلى بروتوس الطروادي.
استخدم وليم شكسبير حبكة الإلياذة كمصدر لمسرحيته ترويلوس وكريسيدا، لكنه سلط الضوء على أسطورة قروسطية هي قصة حب ترويلوس ابن بريام ملك طروادة، وكريسيدا ابنة العراف الطروادي كالخاس. تعكس المسرحية آراء تقليدية عن أحداث حرب طروادة فتصور أخيل جبانًا وأجاكس غبيًا وغير ذلك.
نحت وليم ثيد الكبير تمثالا بونزيًا مبهرًا لثيتيس وهي تقدم الدرع الذي نسجه هيفاستس لأخيل. يقف التمثال في متحف المتروبوليتان للفنون في نيويورك منذ 2013.
تتناول قصيدة روبرت براونينغ التطور معرفته بالإلياذة في طفولته وفرحته بالملحمة، بالإضافة إلى نقاشات معاصرة حول مؤلفها الحقيقي.
يرى سليمان البستاني –شاعر من القرن التاسع عشر وأول من ترجم الإلياذة إلى العربية- أن القصيدة تُرجمت إلى السريانية والبهلوية في العصور الوسطى المبكرة، فينسب إلى ثيوفيلوس من إديسا الترجمة السريانية التي انتشرت بين القراء –بجانب اليونانية الأصلية- في بغداد في قمة الدولة العباسية، رغم عدم تحمل هؤلاء القراء عناء ترجمتها إلى لغة الدولة الرسمية. كانت الإلياذة أول ملحمة تُترجم كاملة إلى العربية عند اكتمال عمل البستاني في 1904.

### فنون القرن العشرين
- سقوط طروادة (1911) فيلم إيطالي صامت لجيوفاني باسترون، وهو أول فيلم يمثل ملحمة هوميروس.
- أخيل في الخندق هي إحدى أهم قصائد الحرب في الحرب العالمية الأولى للشاعر باتريك شو ستيوارت أثناء انتظاره قبل إرساله للقتال في غاليبولي.
- كتب سيمون فايل مقال "الإلياذة أو قصيدة القوة" في 1939 بعد قليل من بداية الحرب العالمية الثانية. تصف القصيدة كيف صورت الإلياذة كيف أن القوة –كما نراها في أوجها في الحروب- تحول المعتدي والضحية إلى عبيد وآلات لا تفكر.[27]
- كتبت ليسيا أوكرينكا قصيدة درامية بعنوان "كاساندرا" في 1901-1907 مبنية على الإلياذة. تصف القصيدة قصة النبية كاساندرا.
- تعتمد مسرحية برودواي التفاحة الذهبية 1954 لجون لاتوش والملحن جيروم موروس على قصة الإلياذة والأوديسة، فتحول مكان الحدث إلى ولاية واشنطن الأميركية في السنوات بعد الحرب الأميركية الإسبانية.
- تعتمد أوبيرا الملك بريام للسير مايكل تيبيت (1962) على أحداث الإلياذة.
- بدأت قصيدة موسيقى الحرب لكريستوفر لوغ في 1959 -والمبنية على أحداث الإلياذة- في المذياع. استمر لوغ في العمل عليها حتى وفاته في 2011. وصفها توماس هولاند بأنه "أحد أكثر أعمال ما بعد الحرب إبداعًا".[28]
- رواية كاساندرا (1983) لكريستا فولف تحليلًا نقديًا للإلياذة. تقص كاساندرا أفكارها قبل قتل كليتيمنسترا في إسبرطة. تقدم وولف رؤية نسوية للحرب وللحرب عمومًا. قدمت فولف مع الرواية أربع مقالات تشرح فيها مخاوفها ككاتبة للقصة وتوضح أصل الرواية من خلال قراءات فولف الخاصة وفي رحلتها إلى اليونان.
- الرجال في آيدا (1983) لديفيد ملنك هي ترجمة متجانسة بعد حداثية للنشيد الأول من الإلياذة في سرد هزلي في حمام مع الحفاظ على أصوات الإلياذة دون معانيها.
- تحكي رواية الجذوة لماريون زيمر برادلي (1987) قصة الإلياذة من وجهة نظر كاساندرا الأميرة الطروادية التي لعنها أفلون.

### الفنون المعاصرة
- عصر البرونز هو إميج كوميكس لإريك شانوور والذي بدأ في 1998 في حكاية أسطورة حرب طروادة.[29]
- طروادة (2004) هو فيلم بناء على أحداث الإلياذة قوبل بآراء متفاوتة لكنه كان نجاحًا تجاريًا إذ حقق 133 مليون دولار في الولايات المتحدة و497 مليون دولار عالميًا ليصبح رقم 188 في أكثر الأفلام إيرادات في التاريخ.[30]
- تحكي رواية أغنية أخيل (2011)[31] لماديلين ميلر قصة أخيل وفطرقل منذ كأطفال وحبيبين وجنديين. حازت الرواية على جائزة المرأة للخيال في 2012. الرواية مبنية على أحداث الإلياذة وأعمال أخرى لستاتشيوس وأوفيد وفيرجيل.[وب 7]
- رواية ذاكرة (2011)[32] لأليس أوزوالد مبنية على أحداث الإلياذة لكنها تنفصل عنها لتركز على موت أشخاص في القصيدة بعينهم.[33][34][35] دخلت ذاكرة في أكتوبر 2011 قائمة تي إس إليوت القصيرة،[36] لكن أليس أوزوالد سحب الرواية من القائمة[37][38] بسبب مخاوفه من أخلاقيات رعاة الجائزة.[39]
- تحكي رواية غضب أخيل لتيرينس هوكينز الإلياذة كرواية حديثة معاصرة، متأثرة بنظرية ثنائية الحجرات وتاريخية حرب طروادة.

### العلوم
- كتب الطبيب النفسي جوناثان شاي كتابين هما أخيل في فييتنام: صدمة القتال وتفكك الشخصية (1994)[40] وأوديسيوس في أميركا: صدمة القتال وشهادات العائدين للوطن عن اضطراب الكرب التالي للصدمة النفسية والإصابات المعنوية كما رآها في مراكز إعادة التأهيل للجنود المحاربين.[40]

### فهرس الويب
1. ↑  "The Concept of the Hero in Greek Civilization" (بالإنجليزية). Archived from the original on 2023-10-30. Retrieved 2010-04-18.
2. ↑  "The Greek-English Lexicon" (بالإنجليزية). Archived from the original on 2024-03-13.
3. ↑  "Robot Scans Ancient Manuscript in 3-D" (بالإنجليزية). Archived from the original on 2024-01-14. Retrieved 2012-06-18.
4. ↑  "Homerus. [Τὰ σωζόμενα]" (بالإنجليزية). Archived from the original on 2023-05-29. Retrieved 2017-09-03.
5. ↑  "The Greek Age of Bronze" (بالإنجليزية). Archived from the original on 2024-01-12. Retrieved 1986. {{استشهاد ويب}}: تحقق من التاريخ في: |تاريخ الوصول= (help)
6. ↑  "Thetis Transporting Arms for Achilles". متحف المتروبوليتان للفنون (بالإنجليزية). Archived from the original on 2023-11-05. Retrieved 2022-07-04.
7. ↑  "Madeline Miller Discusses The Song of Achilles" (بالإنجليزية). Archived from the original on 2023-12-05. Retrieved 2012-03-21.

### فهرس المنشورات
بالألمانية
1. ↑  Latacz (1977), s. 9.
2. ↑  Jacoby (1955), s. 12.
3. ↑  Fränkel (2018), s. 23.
4. ↑  Bröcker (1975), s. 3.
5. ↑  Bröcker (1975), s. 33.
6. ↑  Jacoby (1955), s. 56.
7. ↑  Fränkel (2018), s. 56.
8. ↑  Latacz (1977), s. 98.

بالعربية
1. ↑  شعراوي (1985)، ص. 20.
2. ↑  شعراوي (1985)، ص. 6.
3. ↑  البستاني (2011)، ص. 185.
4. ↑  البستاني (2011)، ص. 188.
5. ↑  البستاني (2011)، ص. 255.
6. ↑  البستاني (2011)، ص. 229.
7. ↑  البستاني (2011)، ص. 242.
8. ↑  البستاني (2011)، ص. 277.
9. ↑  البستاني (2011)، ص. 286.
10. ↑  البستاني (2011)، ص. 311.
11. ↑  البستاني (2011)، ص. 322.
12. ↑  البستاني (2011)، ص. 341.
13. ↑  البستاني (2011)، ص. 383.
14. ↑  البستاني (2011)، ص. 427.
15. ↑  البستاني (2011)، ص. 453.
16. ↑  البستاني (2011)، ص. 485.
17. ↑  البستاني (2011)، ص. 523.
18. ↑  البستاني (2011)، ص. 547.
19. ↑  البستاني (2011)، ص. 581.
20. ↑  البستاني (2011)، ص. 605.
21. ↑  البستاني (2011)، ص. 637.
22. ↑  البستاني (2011)، ص. 675.
23. ↑  البستاني (2011)، ص. 703.
24. ↑  البستاني (2011)، ص. 747.
25. ↑  البستاني (2011)، ص. 771.
26. ↑  البستاني (2011)، ص. 809.
27. ↑  البستاني (2011)، ص. 833.
28. ↑  البستاني (2011)، ص. 857.
29. ↑  البستاني (2011)، ص. 881.
30. ↑  البستاني (2011)، ص. 915.
31. ↑  البستاني (2011)، ص. 957.
32. ↑  البستاني (2011)، ص. 186.
33. ↑  البستاني (2011)، ص. 187.
34. ↑  البستاني (2011)، ص. 26-27.

بالإنكليزية
1. ↑  "الإلياذة". قاموس وبستر الكامل من راندم هاوس. نسخة محفوظة 2023-11-05 على موقع واي باك مشين.
2. ↑  Bell (2007), p. 596.
3. ↑  Lawson (1910), p. 2-3.
4. ↑  Adkins (1998), p. 2.
5. 1 2  Mikalson (1991), p. 12.
6. ↑  Lefkowitz (2003), p. 16-28.
7. ↑  Taplin (2003), p. 1.
8. ↑  Jaynes (1976), p. 221.
9. ↑  Kullmann (1985), p. 89.
10. ↑  Dunkle (1986), p. 98.
11. ↑  Volk (2002), p. 61-68.
12. ↑  Frobish (2003), p. 12.
13. ↑  Thompson (1981), p. 33.
14. ↑  Moore (1921), p. 2.
15. ↑  West (1999), p. 364-382.
16. ↑  Herodotus (2003), p. 15-55.
17. ↑  موسوعة كولومبيا (الإصدار 5) (1994). ص. 173.
18. ↑  Porter (2006), p. 6.
19. ↑  Armstrong (1958), p. 190-195.
20. ↑  Lord (1960), p. 79.
21. ↑  Keegan (1993), p. 248.
22. ↑  Cahill (2004), p. 20.
23. ↑  Lendon (2006), p. 36.
24. ↑  Lendon (2006), p. 22-23.
25. ↑  Lendon (2006), p. 31.
26. ↑  Nennius (828), p. 30-92.
27. ↑  Karim (2007), p. 337.
28. ↑  Logue (2015), p. 33.
29. ↑  Shanower (2001), p. 12.
30. ↑  "All Time Worldwide Box Office Grosses". Box Office Mojo. مؤرشف من الأصل في 2024-03-09.
31. ↑  Miller (2011), p. 5.
32. ↑  Oswald (2012), p. 29.
33. ↑  Holland، Tom (17 أكتوبر 2011). "The Song of Achilles by Madeline Miller / Memorial by Alice Oswald. Surfing the rip tide of all things Homeric". نيوستيتسمان. London. مؤرشف من الأصل في 2021-05-23. اطلع عليه بتاريخ 2012-06-01.
34. ↑  Kellaway، Kate (2 أكتوبر 2011). "Memorial by Alice Oswald – review". ذا أوبزرفر. London. مؤرشف من الأصل في 2023-11-05. اطلع عليه بتاريخ 2012-06-01.
35. ↑  Higgins، Charlotte (28 أكتوبر 2011). "The Song of Achilles by Madeline Miller, and more – review". الغارديان. London. مؤرشف من الأصل في 2023-11-05. اطلع عليه بتاريخ 2012-06-01.
36. ↑  Flood، Alison (20 أكتوبر 2011). "TS Eliot prize 2011 shortlist revealed". الغارديان. London. مؤرشف من الأصل في 2023-12-06. اطلع عليه بتاريخ 2012-06-01.
37. ↑  Waters، Florence (6 ديسمبر 2011). "Poet withdraws from TS Eliot prize over sponsorship". The Telegraph. London. مؤرشف من الأصل في 2022-01-10. اطلع عليه بتاريخ 2012-02-13.
38. ↑  Flood، Alison (6 ديسمبر 2011). "Alice Oswald withdraws from TS Eliot prize in protest at sponsor Aurum". الغارديان. London. مؤرشف من الأصل في 2023-12-04. اطلع عليه بتاريخ 2012-02-13.
39. ↑  Oswald، Alice (12 ديسمبر 2011). "Why I pulled out of the TS Eliot poetry prize". الغارديان. London. مؤرشف من الأصل في 2023-11-19. اطلع عليه بتاريخ 2012-02-13.
40. 1 2  Shay, Jonathan. Achilles in Vietnam: Combat trauma and the undoing of character. Scribner, 1994. (ردمك 978-0-684-81321-9)

### معلومات المراجع
الدوريات المُحكَّمة (مرتبة حسب تاريخ النشر)
- Clifford Herschel Moore (1921). "Prophecy in the Ancient Epic". Harvard Studies in Classical Philology (بالإنجليزية). DOI:10.2307/310716. ISSN:0073-0688. QID:Q125023314.
- James Armstrong (1958). "The Arming Motif in the Iliad". American Journal of Philology (بالإنجليزية). DOI:10.2307/292347. ISSN:0002-9475. QID:Q125448955.
- Diane P. Thompson (1981), Achilles' Wrath and the Plan of Zeus (بالإنجليزية), QID:Q124980172, Archived from the original on 2024-06-05
- Wolfgang Kullmann (1985). "Gods and Men in the Iliad and the Odyssey". Harvard Studies in Classical Philology (بالإنجليزية). ISSN:0073-0688. QID:Q124978290.
- John Pollard; Arthur William Hope Adkins (1998). "Greek religion". Encyclopædia Britannica (بالإنجليزية). QID:Q124959363.
- Martin Litchfield West (1999). "The Invention of Homer". The Classical Quarterly (بالإنجليزية). ISSN:0009-8388. QID:Q125023366.
- Katharina Volk (2002). "ΚΛΕΟΣ ΑΦΘΙΤΟΝ". University of Chicago Press (بالإنجليزية). QID:Q124978870.
- Oliver Taplin (2003). "Bring Back the Gods". The New York Times (بالإنجليزية). ISSN:0362-4331. QID:Q124959863.
- Todd S. Frobish (2003). "An Origin of a Theory: A Comparison of Ethos in the Homeric "Iliad" with That Found in Aristotle's "Rhetoric"". Taylor & Francis (بالإنجليزية). QID:Q124979352.
- Robert Huntley Bell (2007), Homer's humor: laughter in the Iliad (بالإنجليزية), National Humanities Institute, QID:Q124861367

الكتب (مرتبة حسب تاريخ النشر)
- Nennius (828), Historia Brittonum (باللاتينية), Universitas Fordhamensis, QID:Q125456770{{استشهاد}}:  صيانة الاستشهاد: ref duplicates default (link)
- John Cuthbert Lawson (1910). Modern Greek folklore and ancient Greek religion: a study in survivals (بالإنجليزية). Cambridge University Press. ISBN:978-1-10767-703-6. OL:29088195M. QID:Q124862229.
- Felix Jacoby (1955), Fragmente der griechischen Historiker (بالألمانية), Brill, ASIN:B003XFXXI0, QID:Q125022106
- Albert Lord (1960). The Singer of Tales (بالإنجليزية). Harvard University Press. ISBN:978-0-67497-573-6. OL:28623821M. QID:Q125448908.
- Walter Bröcker (1975), Theologie der Ilias (بالألمانية), Verlag Vittorio Klostermann, QID:Q125022983
- Julian Jaynes (1976). The Origin of Consciousness in the Breakdown of the Bicameral Mind (بالإنجليزية). Mariner Books. ISBN:978-0-61805-707-8. OL:25950674M. QID:Q124960025.
- Joachim Latacz (1977). Kampfparänese, Kampfdarstellung und Kampfwirklichkeit in der Ilias (بالألمانية). Verlag C. H. Beck. ISBN:978-3-40605-156-2. OL:4337289M. QID:Q125022732.
- عبد المعطي شعراوي (1985). هوميروس شاعر الإلياذة والأوديسة. دار الكتب والوثائق القومية. ISBN:977-01-0811-1. QID:Q125022878.
- Roger Dunkle (1986). The Classical Origins of Western Culture (بالإنجليزية). Brooklyn College. ISBN:978-0-93088-832-9. OL:2745829M. QID:Q124978406.
- Jon Mikalson (1991). Honor Thy Gods: Popular Religion in Greek Tragedy (بالإنجليزية). University of North Carolina Press. ISBN:978-0-8078-4348-2. OL:1566333M. QID:Q124959524.
- John Keegan (1993), A History of Warfare (بالإنجليزية), QID:Q11496123
- Eric Shanower (2001). Age of Bronze: A Thousand Ships (بالإنجليزية). Image Comics. ISBN:1-58240-200-0. OL:3969403M. QID:Q125733468.
- Mary Lefkowitz (2003). Greek Gods, Human Lives: What We Can Learn From Myths (بالإنجليزية). Yale University Press. ISBN:978-0-30010-769-2. OL:9485993M. QID:Q124959770.
- Thomas M Cahill (2004). Sailing the Wine Dark Sea: Why the Greeks Matter (بالإنجليزية). The Anchor. ISBN:978-0-38549-554-7. OL:7440500M. QID:Q125449001.
- Herodotus (2003). The Histories (بالإنجليزية). Penguin Classics. ISBN:978-0-14044-908-2. OL:3702659M. QID:Q125023727.{{استشهاد بكتاب}}:  صيانة الاستشهاد: ref duplicates default (link)
- John B. Porter (2006), The Iliad as Oral Formulaic Poetry (بالإنجليزية), University of Saskatchewan, QID:Q125448864
- J. E. Lendon (2006). Soldiers and Ghosts: A History of Battle in Classical Antiquity (بالإنجليزية). Yale University Press. ISBN:978-0-30011-979-4. OL:9818270M. QID:Q125456739.
- Bruce Lawrence; Aisha Karim (2007). On Violence: A Reader (بالإنجليزية). Duke University Press. ISBN:978-0-8223-9016-9. OL:29605137M. QID:Q125457400.
- Madeline Miller (2011), The Song of Achilles (بالإنجليزية), OCLC:773303923, OL:16509148W, QID:Q21189971
- سليمان البستاني (2011). إلياذة هوميروس. مؤسسة هنداوي. ISBN:978-1-52730-290-7. QID:Q124858898.
- Alice Oswald (2012). Memorial: An Excavation of the Iliad (بالإنجليزية). Faber & Faber. ISBN:978-0-57127-418-5. OL:27613194M. QID:Q125756124.
- Christopher H Logue (2015). Introduction by Christopher Reid (بالإنجليزية). Faber & Faber. ISBN:978-0-571-31449-2. OL:29311306M. QID:Q125457415.
- Hermann Fränkel (2018). Die Homerischen Gleichnisse (بالألمانية). Forgotten Books. ISBN:978-0-26094-799-4. QID:Q125022678.

## وصلات خارجية
- نسخة مترجمة للكتاب من قبل مؤسسة هنداوي للتعليم والثقافة
- الإلياذة على موقع الموسوعة البريطانية (الإنجليزية)